# Campeonato Brasileiro de Futebol de 2018 - Série D
A Série D do Campeonato Brasileiro de Futebol de 2018 foi a décima edição da competição de futebol profissional equivalente à quarta divisão no Brasil. Esta edição foi disputada por 68 equipes, que se classificaram através dos campeonatos estaduais e por outros torneios realizados por cada uma das federações estaduais.
Ao final da competição, o Ferroviário conquistou o primeiro título nacional de sua história após derrotar o Treze por 3–0 no jogo de ida da final, em Fortaleza, e perder por 1–0 na partida de volta, em Campina Grande. Foi o primeiro título brasileiro de uma equipe de Fortaleza e a primeira conquista do Ferrão no século XXI. Além dos finalistas, São José-RS e Imperatriz também foram promovidos para a Série C de 2019. Pela primeira vez, três clubes de uma mesma região, o Nordeste, conquistaram o acesso em uma mesma edição da Série D.

## Critérios de classificação
De acordo com o formato do ano anterior, com 68 equipes participantes, as vagas foram distribuídas da seguinte forma:
- Os quatro rebaixados da Série C do ano anterior;
- O estado primeiro colocado no Ranking Nacional das Federações teve direito a 4 vagas;
- Do segundo ao nono no Ranking Nacional das Federações tiveram direito a 3 vagas;
- Os demais 18 estados no Ranking Nacional das Federações tiveram direito a dois representantes cada.

Os indicados das federações estaduais se deram através do desempenho nos Campeonatos Estaduais ou outros torneios realizados por cada federação estadual. Em caso de desistência, a vaga seria ocupada pelo clube da mesma federação melhor classificado, ou então, pelo clube apontado pela federação estadual. Se o estado não indicasse nenhum representante, a vaga seria repassada ao melhor estado seguinte posicionado no Ranking Nacional das Federações, que indicaria uma equipe a ocupar o mesmo grupo da equipe original. Caso a vaga ainda ficasse em aberto, seria transferida ao segundo estado seguinte e melhor colocado no ranking, e assim sucessivamente. O limite de usufruto de vaga repassada é de uma por federação.
As equipes que disputam a Série D geralmente são definidas pelo seu posicionamento na tabela de classificação de seus respectivos campeonatos estaduais. Quando nos estaduais existe algum participante que já disputa alguma divisão superior do Campeonato Brasileiro (Séries A, B ou C), a classificação para a Série D se dá a seguinte equipe melhor posicionada na tabela de classificação. Em alguns estados, os campeonatos locais servem apenas como classificação para a Copa do Brasil da temporada subsequente. A federação destes estados prefere realizar algum torneio paralelo ao estadual propriamente dito, para definir seu(s) representante(s) na Série D do Campeonato Brasileiro. Por conta de ajustes no regulamento feitos pela CBF, determinando que os campeonatos e seletivas estaduais de um ano classifiquem seus times para as competições nacionais do ano seguinte, alguns estados tiveram os mesmos representantes nas edições de 2017 e 2018.
São Paulo teve cinco representantes, Rio de Janeiro quatro, Maranhão, Goiás, Pernambuco, Bahia, Alagoas, Minas Gerais, Paraná, Santa Catarina e Rio Grande do Sul tiveram três representantes cada. Os outros estados tiveram dois representantes cada.

## Formato de disputa
Na primeira fase os 68 clubes foram divididos em dezessete grupos com quatro clubes cada, organizados regionalmente. Os times jogaram contra os outros do grupo, em turno e returno, num total de seis rodadas. Os primeiros colocados de cada grupo, além dos 15 melhores segundo colocados, se classificaram para a segunda fase. Desta fase em diante, todas foram em mata-mata, com o clube de melhor campanha sempre realizando a partida decisiva em seus domínios. 
Os quatro semifinalistas conquistaram o direito de disputar a Série C de 2019. Os vencedores das semifinais jogaram as finais também em ida e volta, e aquele com o melhor resultado agregado foi o campeão da Série D de 2018.

## Participantes
| Equipe                | Cidade                | Estado | Como se classificou                         | Estádio (mando)            | Capacidade | Títulos        |
| --------------------- | --------------------- | ------ | ------------------------------------------- | -------------------------- | ---------- | -------------- |
| 4 de Julho            | Piripiri              | PI     | Campeão da Copa Piauí de 2017               | Arena Ytacoatyara          | 8 500      | 0 (não possui) |
| Altos                 | Altos                 | PI     | Campeão do Estadual 2017                    | Felipão                    | 3 000      | 0 (não possui) |
| América de Natal      | Natal                 | RN     | Melhor colocado do Estadual 2017            | Arena das Dunas            | 32 050     | 0 (não possui) |
| Americano             | Campos dos Goytacazes | RJ     | Vice-campeão da Copa Rio 2017               | Moacyrzão                  | 15 000     | 0 (não possui) |
| Aparecidense          | Aparecida de Goiânia  | GO     | Melhor colocado do Estadual 2017            | Annibal Batista de Toledo  | 4 800      | 0 (não possui) |
| ASA                   | Arapiraca             | AL     | 19º colocado da Série C de 2017             | Fumeirão                   | 15 332     | 0 (não possui) |
| ASSU                  | Assu                  | RN     | 2º melhor colocado do Estadual 2017         | Edgarzão                   | 4 200      | 0 (não possui) |
| Atlético Itapemirim   | Itapemirim            | ES     | Campeão do Estadual 2017                    | José Olívio Soares         | 1 000      | 0 (não possui) |
| Barcelona-RO          | Vilhena               | RO     | Vice-campeão do Estadual 2017               | Portal da Amazônia         | 10 000     | 0 (não possui) |
| Baré                  | Boa Vista             | RR     | Campeão do Estadual 2017                    | Ribeirão                   | 3 000      | 0 (não possui) |
| Belo Jardim           | Belo Jardim           | PE     | Melhor colocado do Estadual 2017            | Mendonção                  | 5 230      | 0 (não possui) |
| Brasiliense           | Taguatinga            | DF     | Campeão do Metropolitano 2017               | Mané Garrincha             | 72 788     | 0 (não possui) |
| Brusque               | Brusque               | SC     | Melhor colocado do Estadual 2017            | Augusto Bauer              | 5 000      | 0 (não possui) |
| Caldense              | Poços de Caldas       | MG     | 2º melhor colocado do Estadual 2017         | Ronaldão                   | 7 600      | 0 (não possui) |
| Campinense            | Campina Grande        | PB     | 2º melhor colocado do Estadual 2017         | Amigão                     | 19 000     | 0 (não possui) |
| Caxias                | Caxias do Sul         | RS     | 2º melhor colocado do Estadual 2017         | Centenário                 | 22 132     | 0 (não possui) |
| Ceilândia             | Ceilândia             | DF     | Vice-campeão do Metropolitano 2017          | Abadião                    | 3 000      | 0 (não possui) |
| Central               | Caruaru               | PE     | 2º melhor colocado do Estadual 2017         | Luiz José de Lacerda       | 19 478     | 0 (não possui) |
| Cianorte              | Cianorte              | PR     | Melhor colocado do Estadual 2017            | Albino Turbay              | 1 500      | 0 (não possui) |
| Cordino               | Barra do Corda        | MA     | Melhor colocado do Estadual 2017            | Leandrão                   | 600        | 0 (não possui) |
| Corumbaense           | Corumbá               | MS     | Campeão do Estadual 2017                    | Arthur Marinho             | 5 000      | 0 (não possui) |
| Dom Bosco             | Cuiabá                | MT     | 2º melhor colocado do Estadual 2017         | Arena Pantanal             | 44 000     | 0 (não possui) |
| Espírito Santo        | Vitória               | ES     | Vice-campeão da Copa Espírito Santo de 2017 | Kleber Andrade             | 21 000     | 0 (não possui) |
| Ferroviária           | Araraquara            | SP     | Campeã da Copa Paulista 2017                | Fonte Luminosa             | 20 000     | 0 (não possui) |
| Ferroviário           | Fortaleza             | CE     | Melhor colocado do Estadual 2017            | Presidente Vargas          | 20 166     | 0 (não possui) |
| Flamengo de Arcoverde | Arcoverde             | PE     | 3º melhor colocado do Estadual 2017         | Áureo Bradley              | 6 000      | 0 (não possui) |
| Fluminense de Feira   | Feira de Santana      | BA     | Melhor colocado do Estadual 2017            | Joia da Princesa           | 16 274     | 0 (não possui) |
| Guarani de Juazeiro   | Juazeiro do Norte     | CE     | 2º melhor colocado do Estadual 2017         | Romeirão                   | 15 000     | 0 (não possui) |
| Imperatriz            | Imperatriz            | MA     | 2º melhor colocado do Estadual 2017         | Frei Epifânio              | 10 000     | 0 (não possui) |
| Independente-PA       | Tucuruí               | PA     | Melhor colocado do Estadual 2017            | Navegantão                 | 8 000      | 0 (não possui) |
| Inter de Lages        | Lages                 | SC     | 3º melhor colocado do Estadual 2017         | Vidal Ramos Júnior         | 6 000      | 0 (não possui) |
| Interporto            | Porto Nacional        | TO     | Campeão do Estadual 2017                    | General Sampaio            | 2 000      | 0 (não possui) |
| Iporá                 | Iporá                 | GO     | 2º melhor colocado do Estadual 2017         | Ferreirão                  | 3 500      | 0 (não possui) |
| Itabaiana             | Itabaiana             | SE     | Melhor colocado do Estadual 2017            | Etelvino Mendonça          | 10 000     | 0 (não possui) |
| Itumbiara             | Itumbiara             | GO     | 3º melhor colocado do Estadual 2017         | Juscelino Kubitschek       | 15 000     | 0 (não possui) |
| Jacuipense            | Riachão do Jacuípe    | BA     | 3° melhor colocado do Estadual 2017         | Valfredão                  | 5 000      | 0 (não possui) |
| Linense               | Lins                  | SP     | Melhor colocado do Estadual 2017            | Gilbertão                  | 15 770     | 0 (não possui) |
| Macaé                 | Macaé                 | RJ     | 18º colocado da Série C de 2017             | Moacyrzão                  | 15 000     | 0 (não possui) |
| Macapá                | Macapá                | AP     | Vice-campeão do Estadual 2017               | Zerão                      | 13 680     | 0 (não possui) |
| Madureira             | Rio de Janeiro        | RJ     | 2º melhor colocado do Estadual 2017         | Conselheiro Galvão         | 2 136      | 0 (não possui) |
| Manaus                | Manaus                | AM     | Campeão do Estadual 2017                    | Arena da Amazônia          | 44 000     | 0 (não possui) |
| Maringá               | Maringá               | PR     | Campeão da Taça FPF 2017                    | Willie Davids              | 20 000     | 0 (não possui) |
| Mirassol              | Mirassol              | SP     | 3º melhor colocado do Estadual 2017         | Maião                      | 15 000     | 0 (não possui) |
| Mogi Mirim            | Mogi Mirim            | SP     | 20º colocado da Série C de 2017             | Vail Chaves                | 19 900     | 0 (não possui) |
| Moto Club             | São Luís              | MA     | 17º colocado da Série C de 2017             | Nhozinho Santos            | 11 429     | 0 (não possui) |
| Murici                | Murici                | AL     | Melhor colocado do Estadual 2017            | José Gomes da Costa        | 3 500      | 0 (não possui) |
| Nacional-AM           | Manaus                | AM     | Vice-campeão do Estadual 2017               | Arena da Amazônia          | 44 000     | 0 (não possui) |
| Nova Iguaçu           | Nova Iguaçu           | RJ     | Melhor colocado do Estadual 2017            | Laranjão                   | 1 810      | 0 (não possui) |
| Novo Hamburgo         | Novo Hamburgo         | RS     | Melhor colocado do Estadual 2017            | Estádio do Vale            | 5 196      | 0 (não possui) |
| Novo                  | Campo Grande          | MS     | Vice-campeão do Estadual 2017               | Morenão                    | 44 200     | 0 (não possui) |
| Novorizontino         | Novo Horizonte        | SP     | 2º melhor colocado do Estadual 2017         | Jorjão                     | 12 398     | 0 (não possui) |
| Plácido de Castro     | Plácido de Castro     | AC     | 2º melhor colocado do Estadual 2017         | Ferreirão                  | 3 000      | 0 (não possui) |
| Prudentópolis         | Prudentópolis         | PR     | 2º melhor colocado do Estadual 2017         | Newton Agibert             | 3 500      | 0 (não possui) |
| Real Ariquemes        | Ariquemes             | RO     | Campeão do Estadual 2017                    | Valerião                   | 5 000      | 0 (não possui) |
| Rio Branco-AC         | Rio Branco            | AC     | Vice-campeão do Estadual 2017               | Arena da Floresta          | 20 000     | 0 (não possui) |
| Santa Rita            | Boca da Mata          | AL     | 2º melhor colocado do Estadual 2017         | Olival Elias               | 5 000      | 0 (não possui) |
| Santos-AP             | Macapá                | AP     | Campeão do Estadual 2017                    | Zerão                      | 13 680     | 0 (não possui) |
| São José-RS           | Porto Alegre          | RS     | Campeão da Copa FGF de 2017                 | Passo d'Areia              | 14 000     | 0 (não possui) |
| São Raimundo-PA       | Santarém              | PA     | 2º melhor colocado do Estadual 2017         | Colosso do Tapajós         | 12 000     | 1 (2009)       |
| São Raimundo-RR       | Boa Vista             | RR     | Vice-campeão do Estadual 2017               | Ribeirão                   | 1 500      | 0 (não possui) |
| Sergipe               | Aracaju               | SE     | 2º melhor colocado do Estadual 2017         | Batistão                   | 15 586     | 0 (não possui) |
| Sinop                 | Sinop                 | MT     | Melhor colocado do Estadual 2017            | Gigante do Norte           | 13 000     | 0 (não possui) |
| Sparta                | Araguaína             | TO     | Vice-campeão do Estadual 2017               | Mirandão                   | 10 000     | 0 (não possui) |
| Treze                 | Campina Grande        | PB     | Melhor colocado do Estadual 2017            | Presidente Vargas          | 12 000     | 0 (não possui) |
| Tubarão               | Tubarão               | SC     | 2º melhor colocado do Estadual 2017         | Domingos Silveira Gonzales | 3 500      | 0 (não possui) |
| Uberlândia            | Uberlândia            | MG     | 3º melhor colocado do Estadual 2017         | Parque do Sabiá            | 53 350     | 0 (não possui) |
| URT                   | Patos de Minas        | MG     | Melhor colocado do Estadual 2017            | Zama Maciel                | 4 858      | 0 (não possui) |
| Vitória da Conquista  | Vitória da Conquista  | BA     | 2º melhor classificado do Estadual 2017     | Lomanto Júnior             | 11 538     | 0 (não possui) |

## Estádios

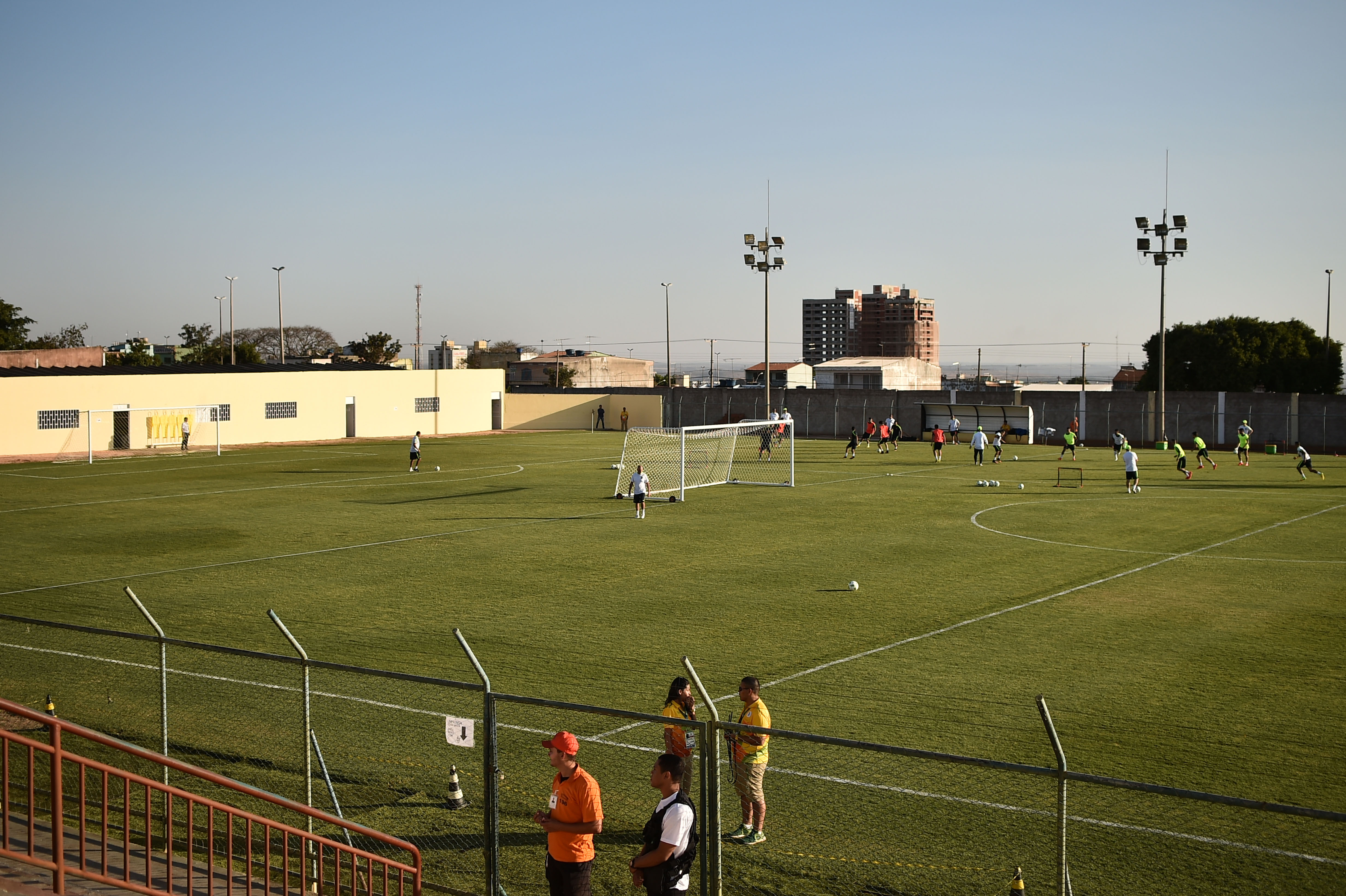
Abadião
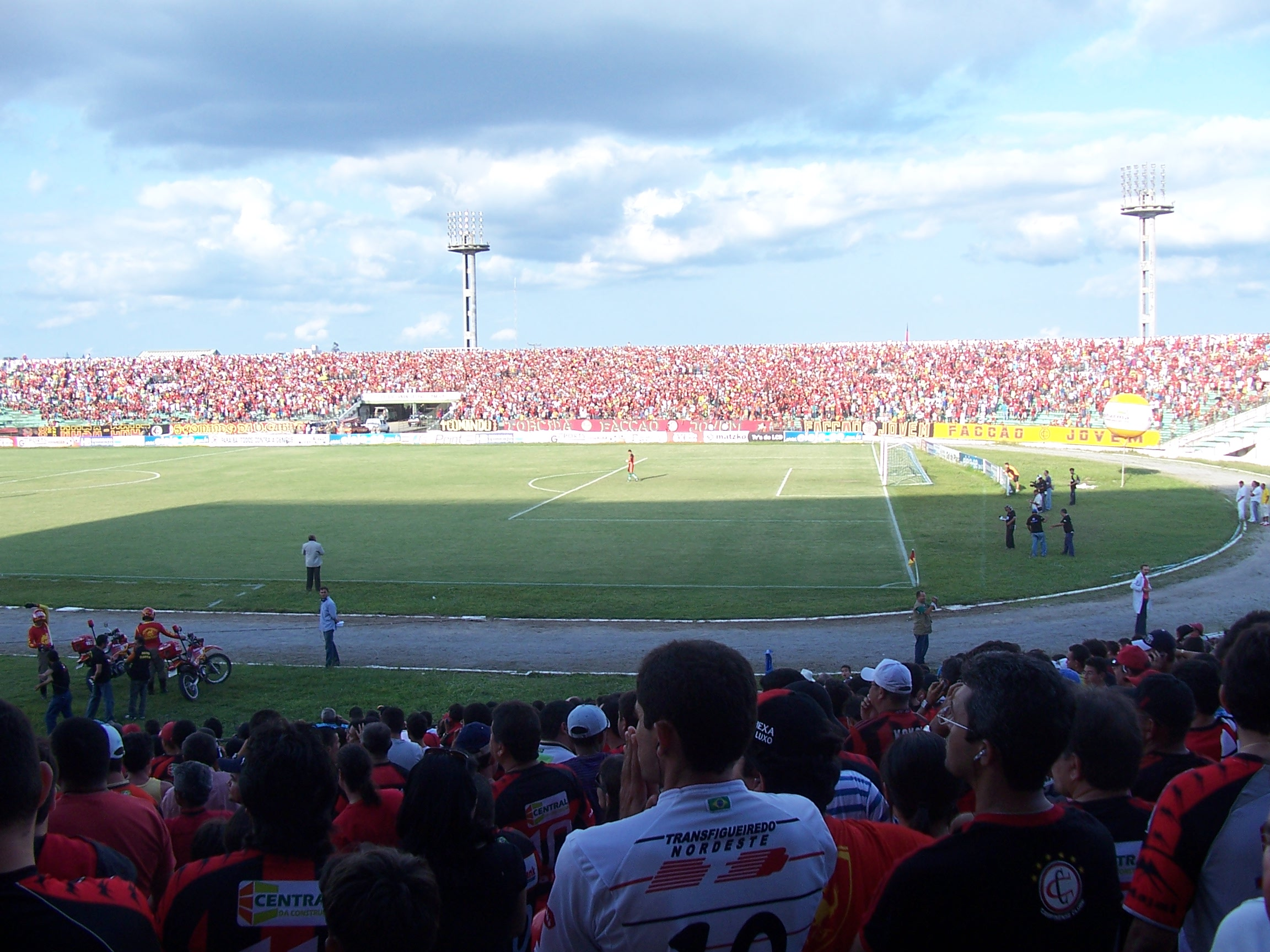
Amigão
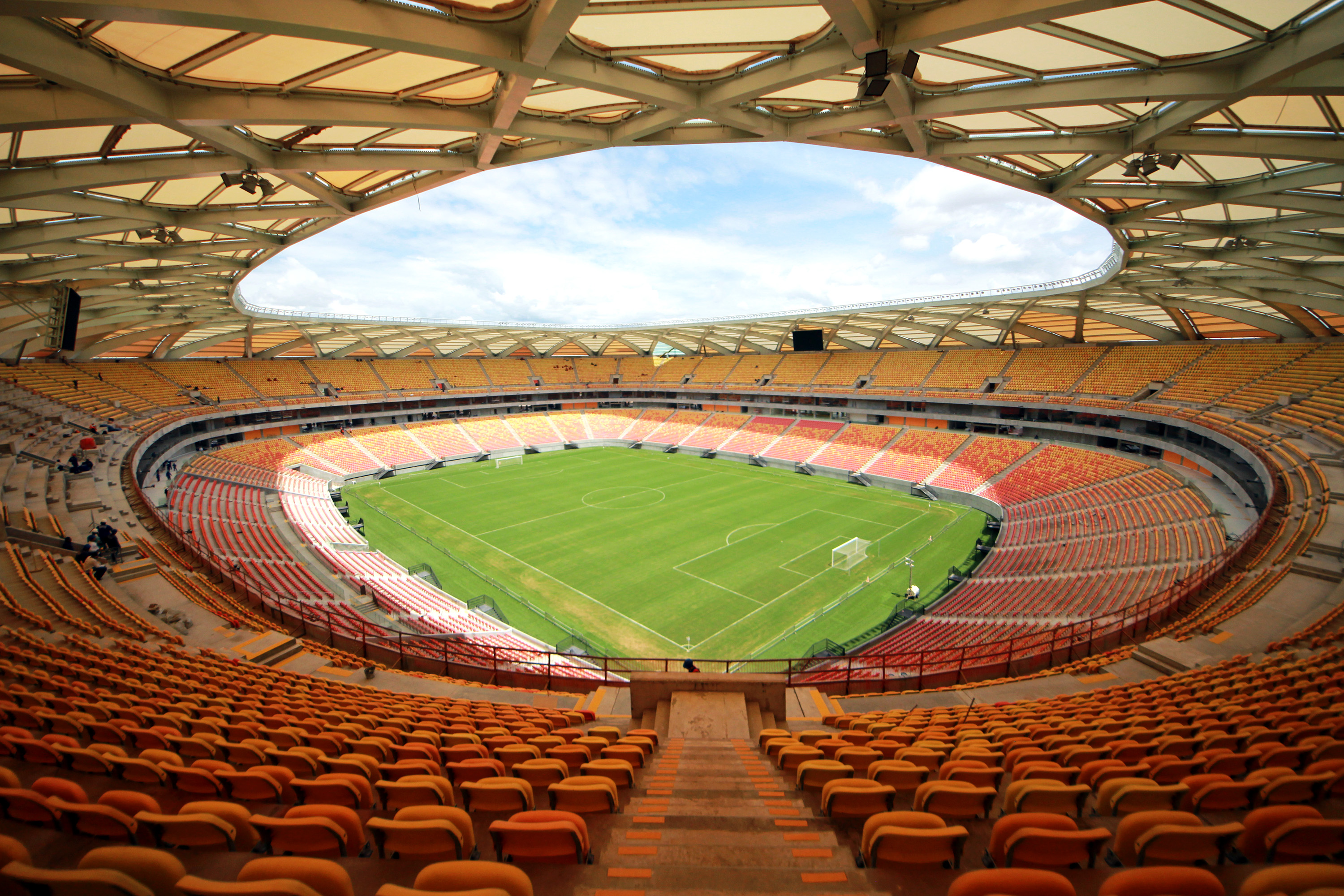
Arena da Amazônia
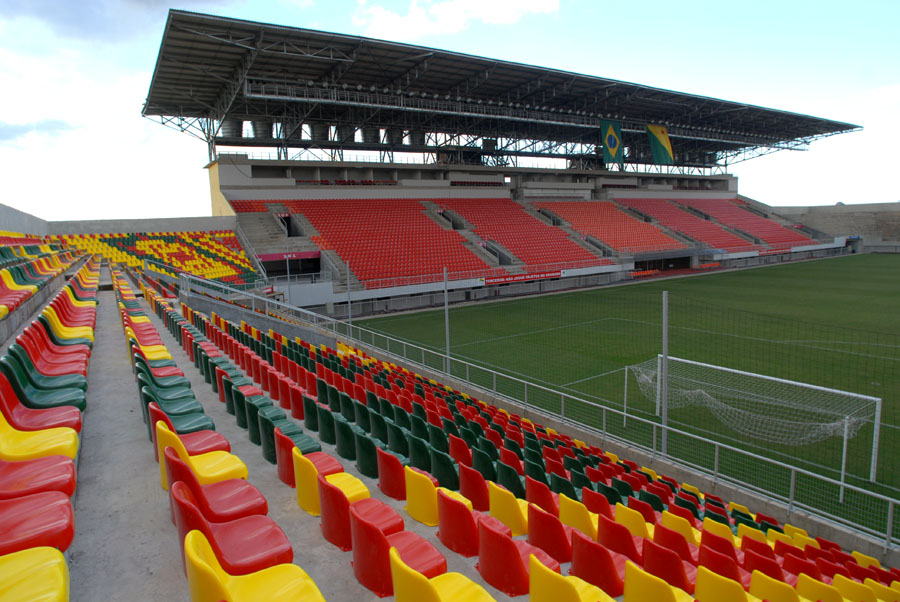
Arena da Floresta
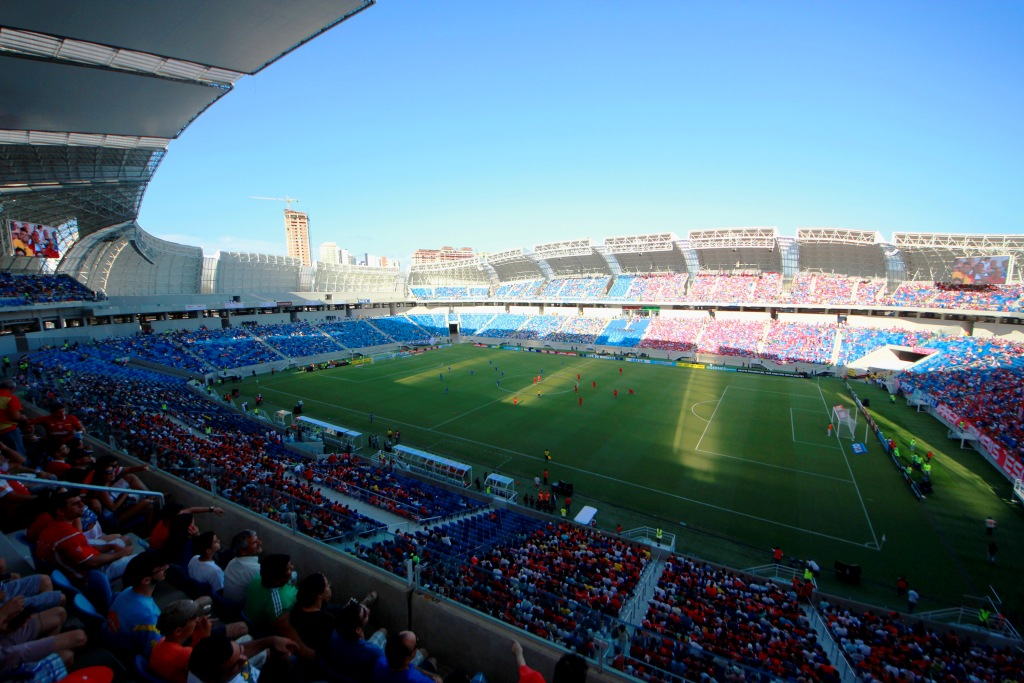
Arena das Dunas
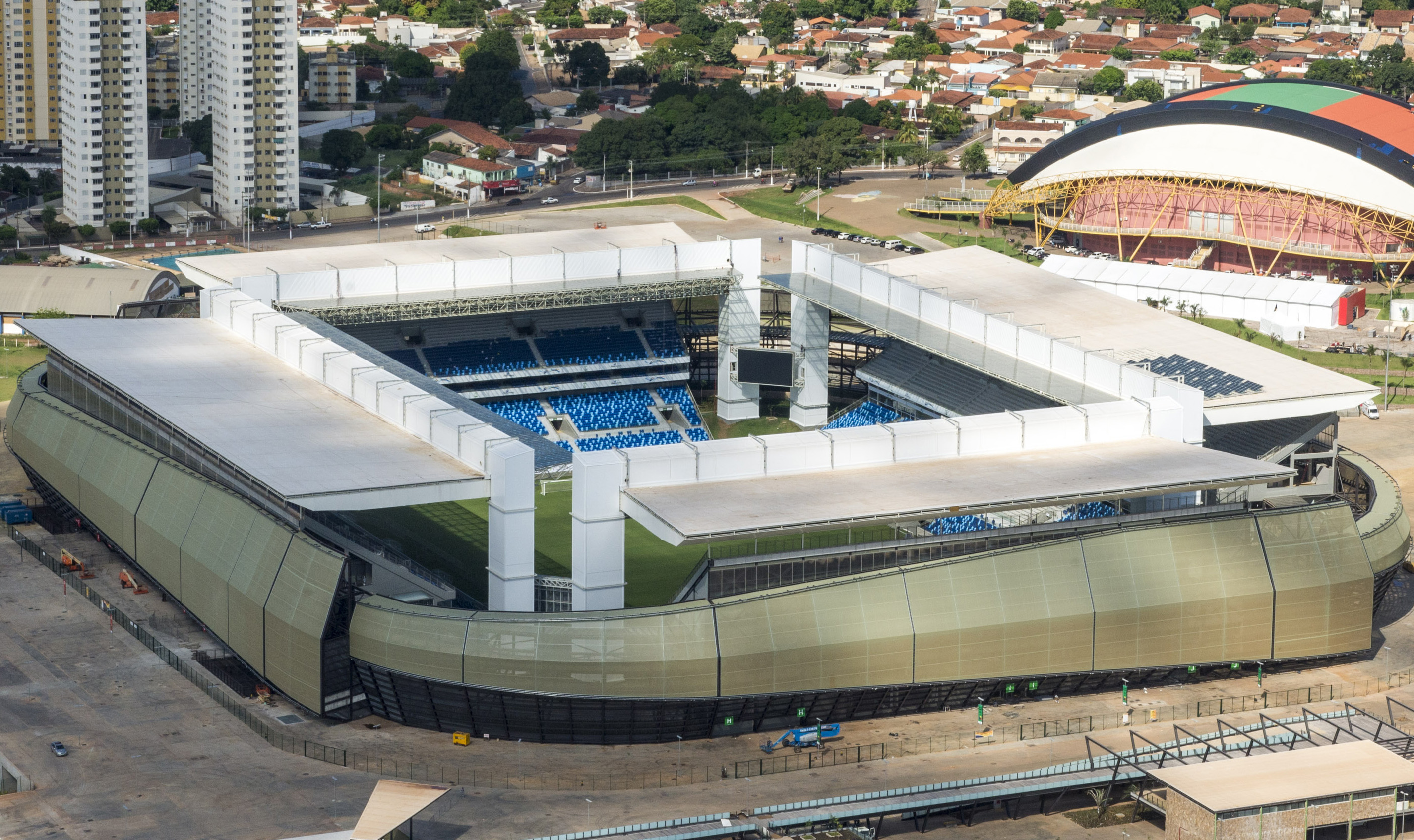
Arena Pantanal
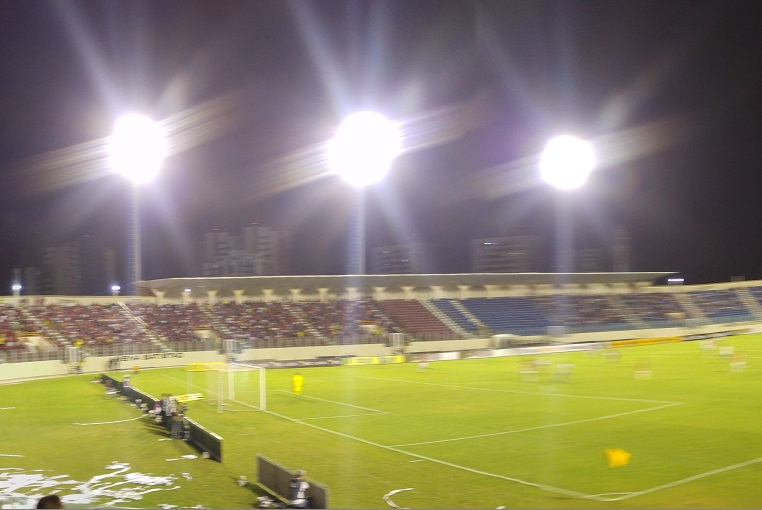
Batistão
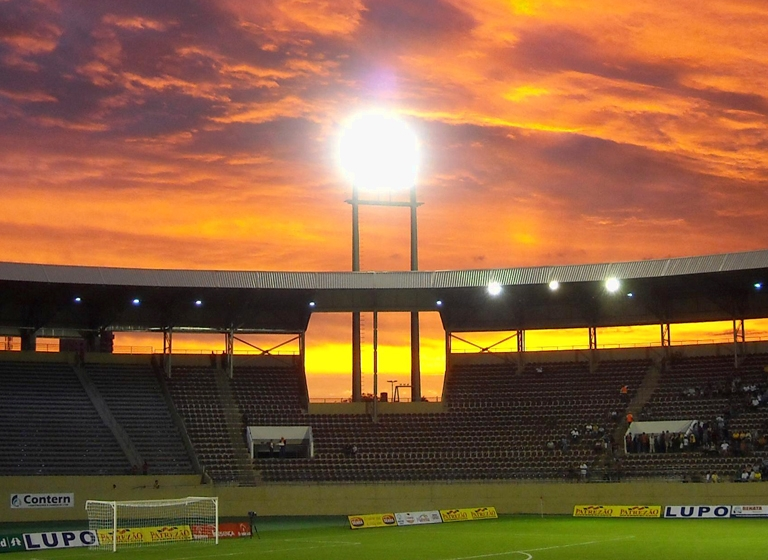
Fonte Luminosa
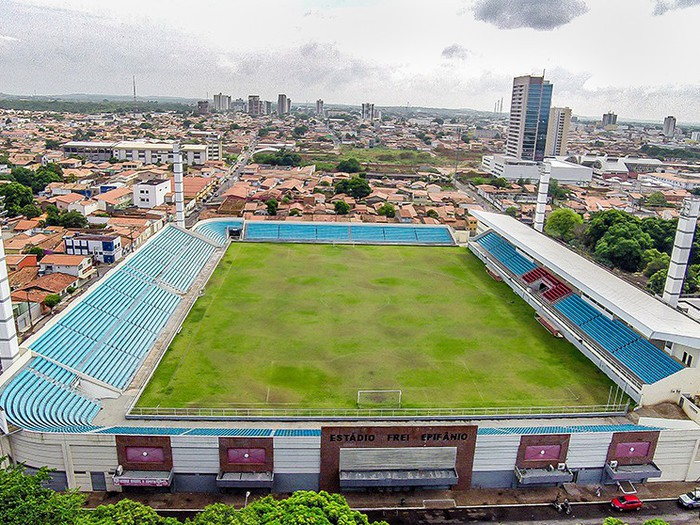
Frei Epifânio
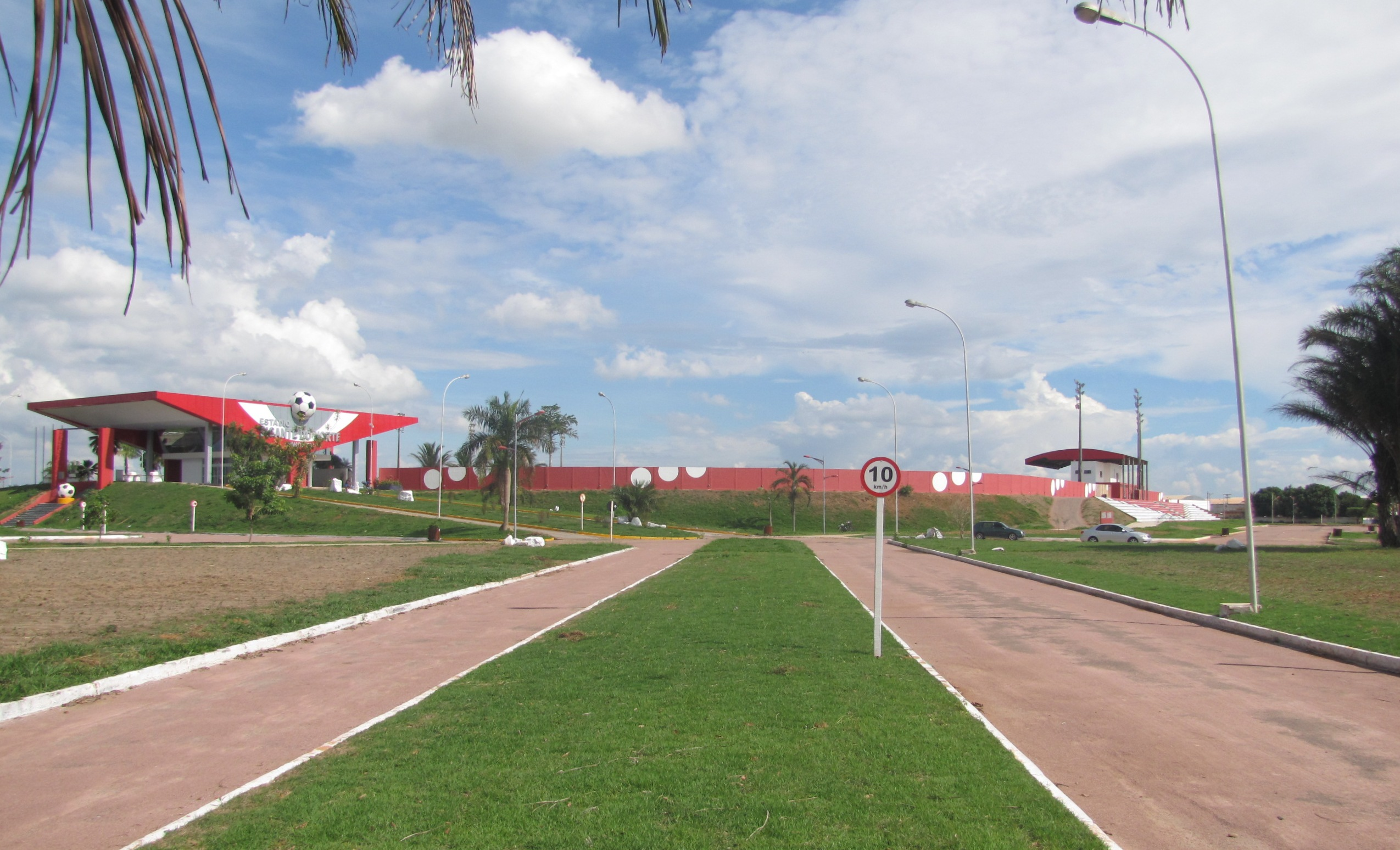
Gigante do Norte
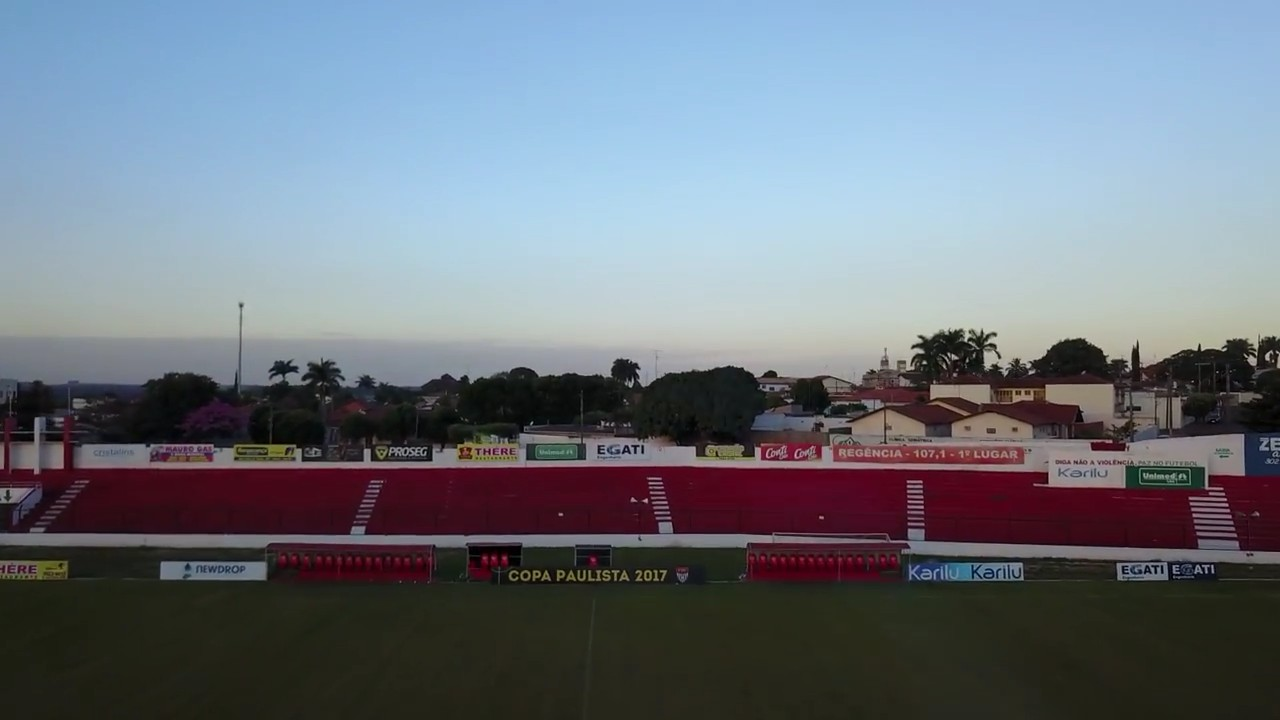
Gilbertão
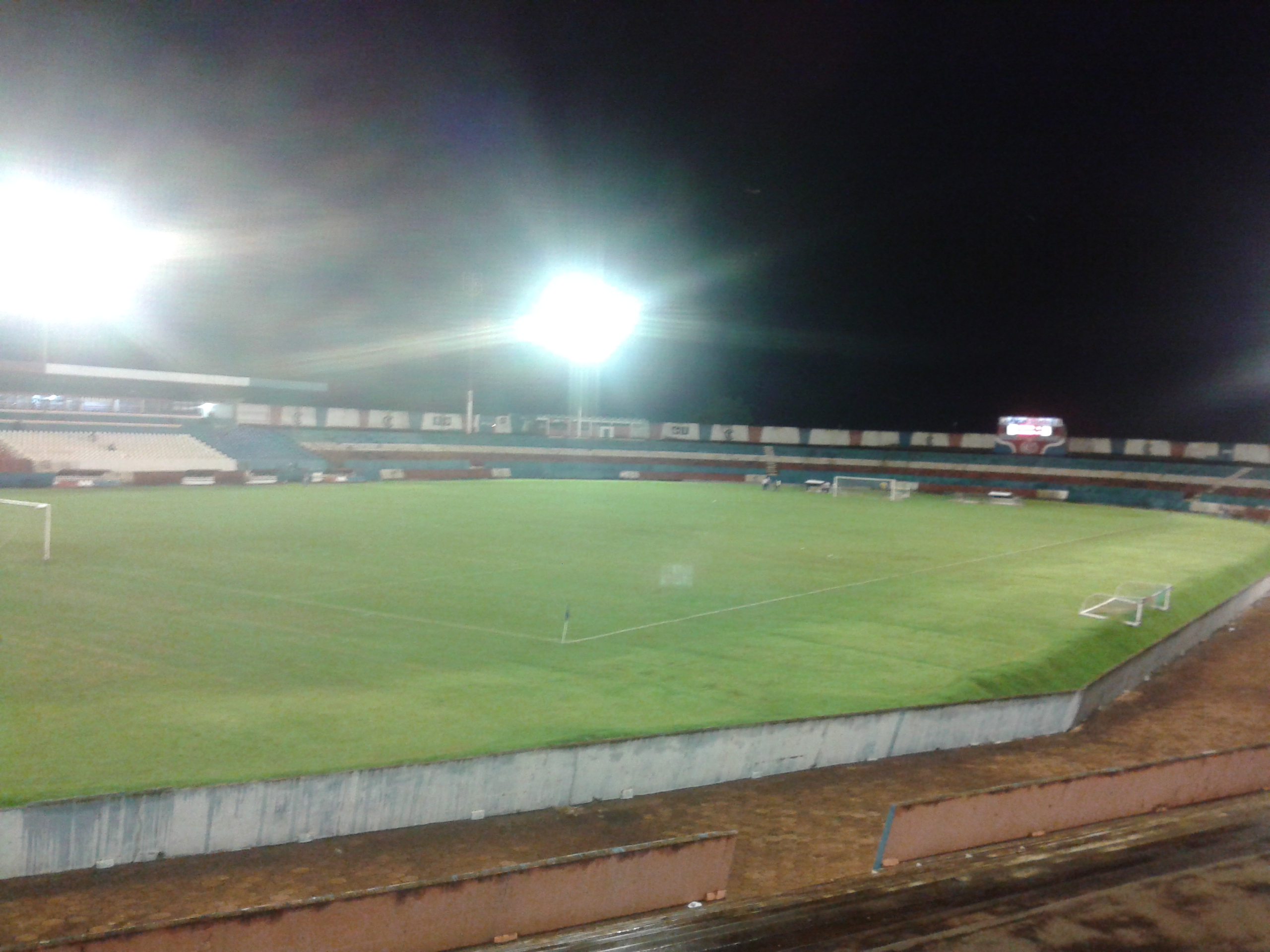
JK
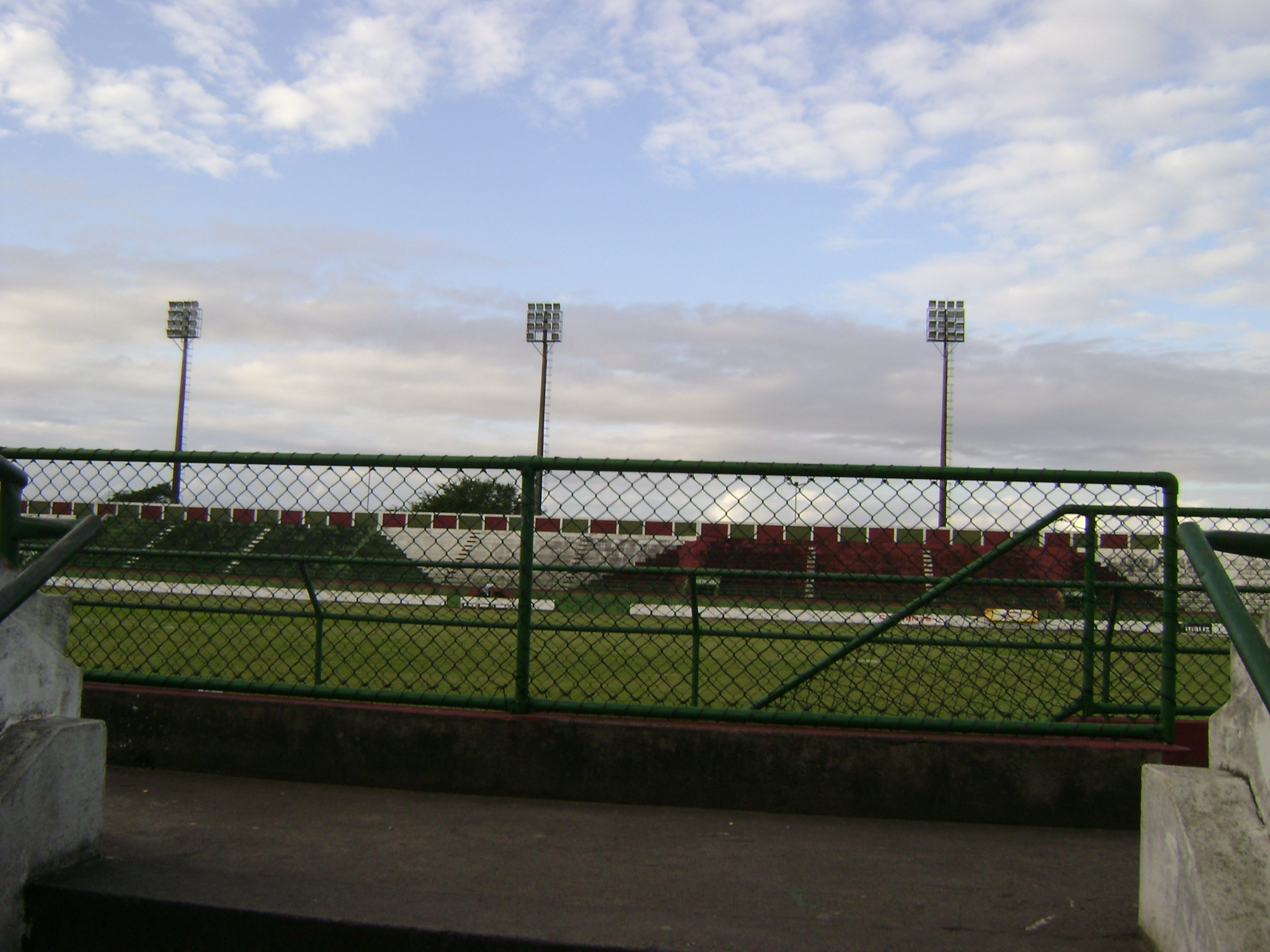
Joia da Princesa
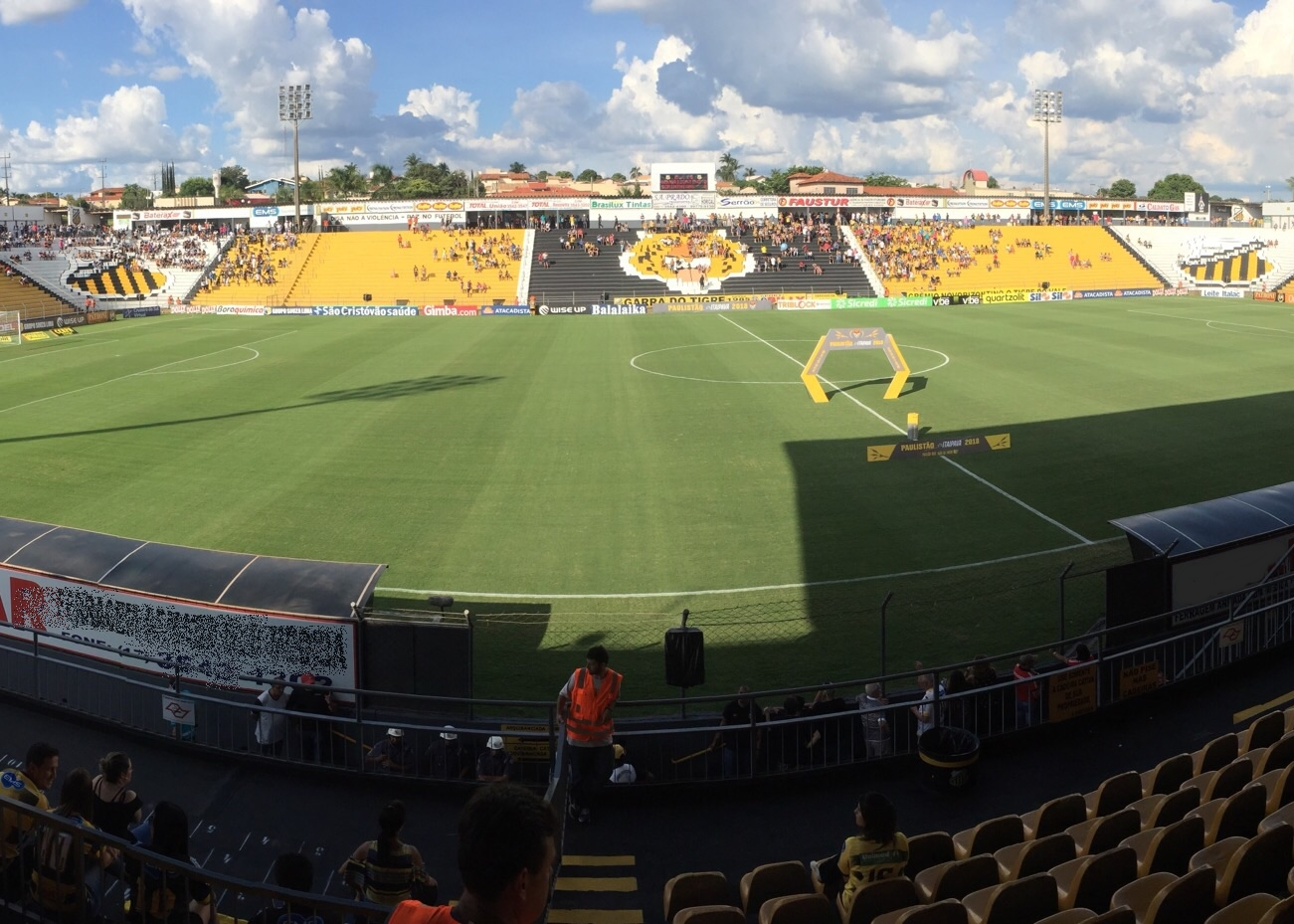
Jorjão
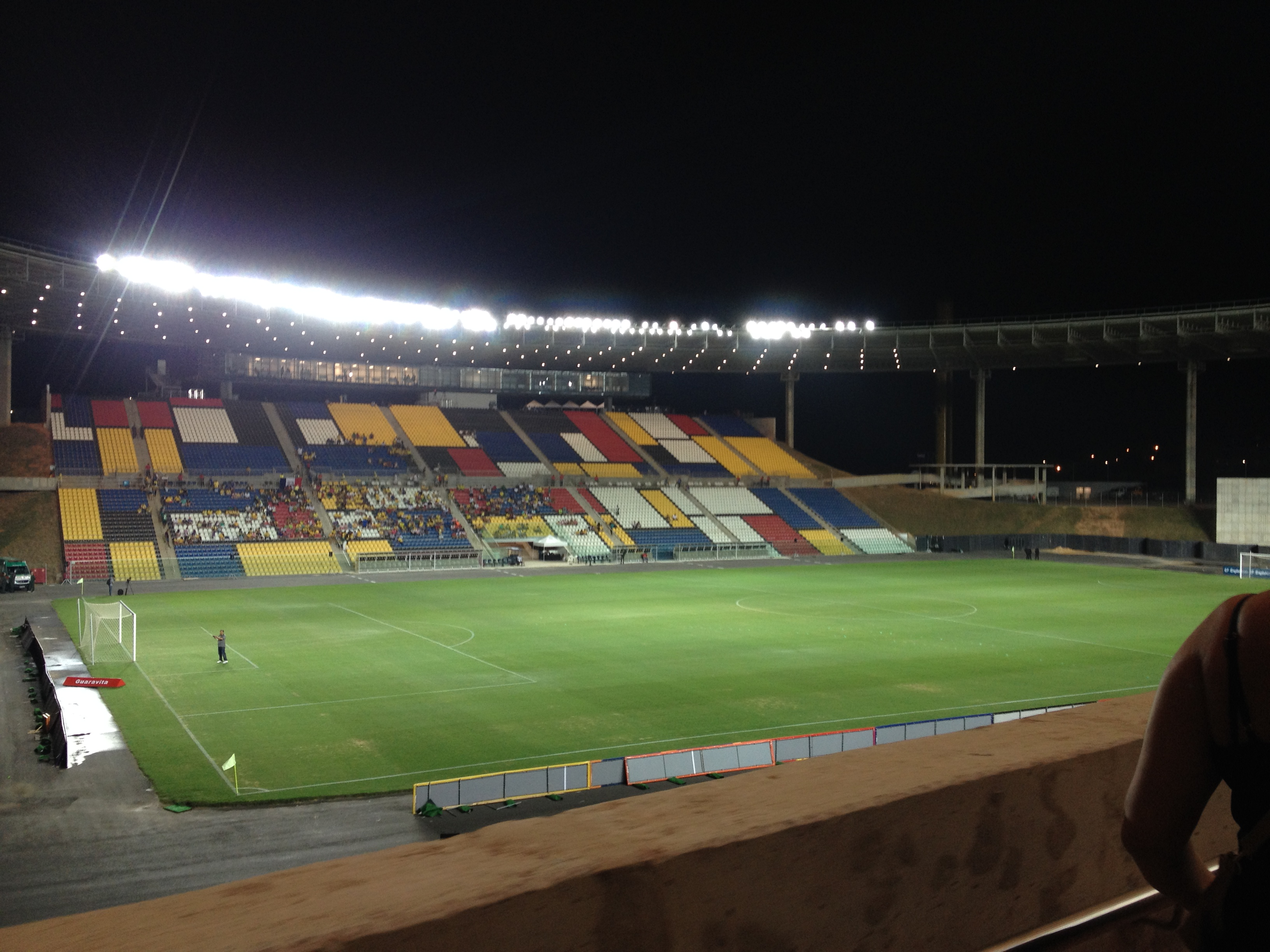
Kleber Andrade
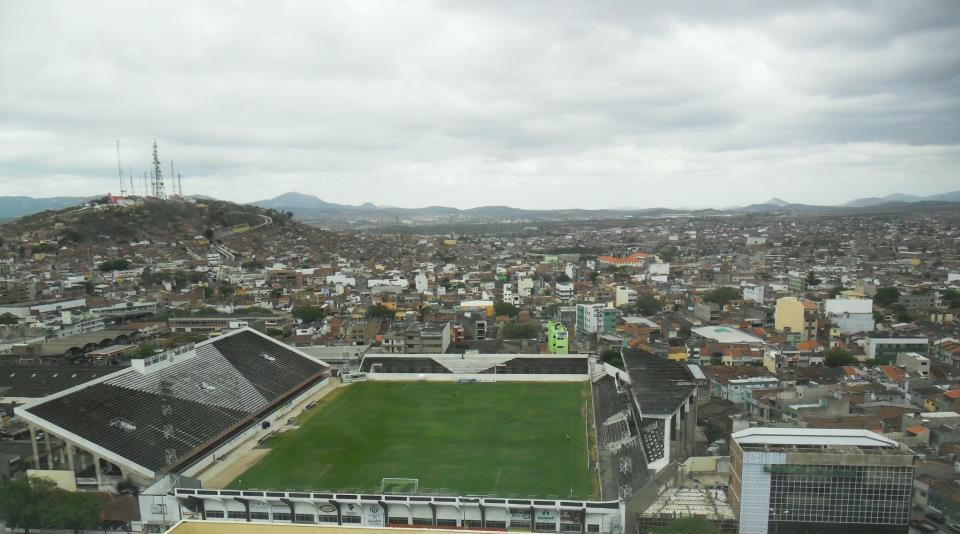
Luiz José de Lacerda
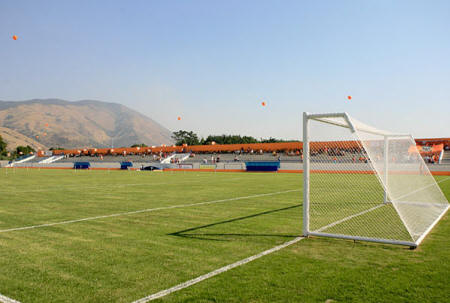
Laranjão
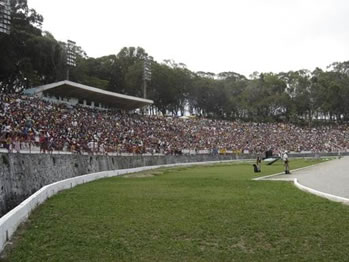
Lomantão
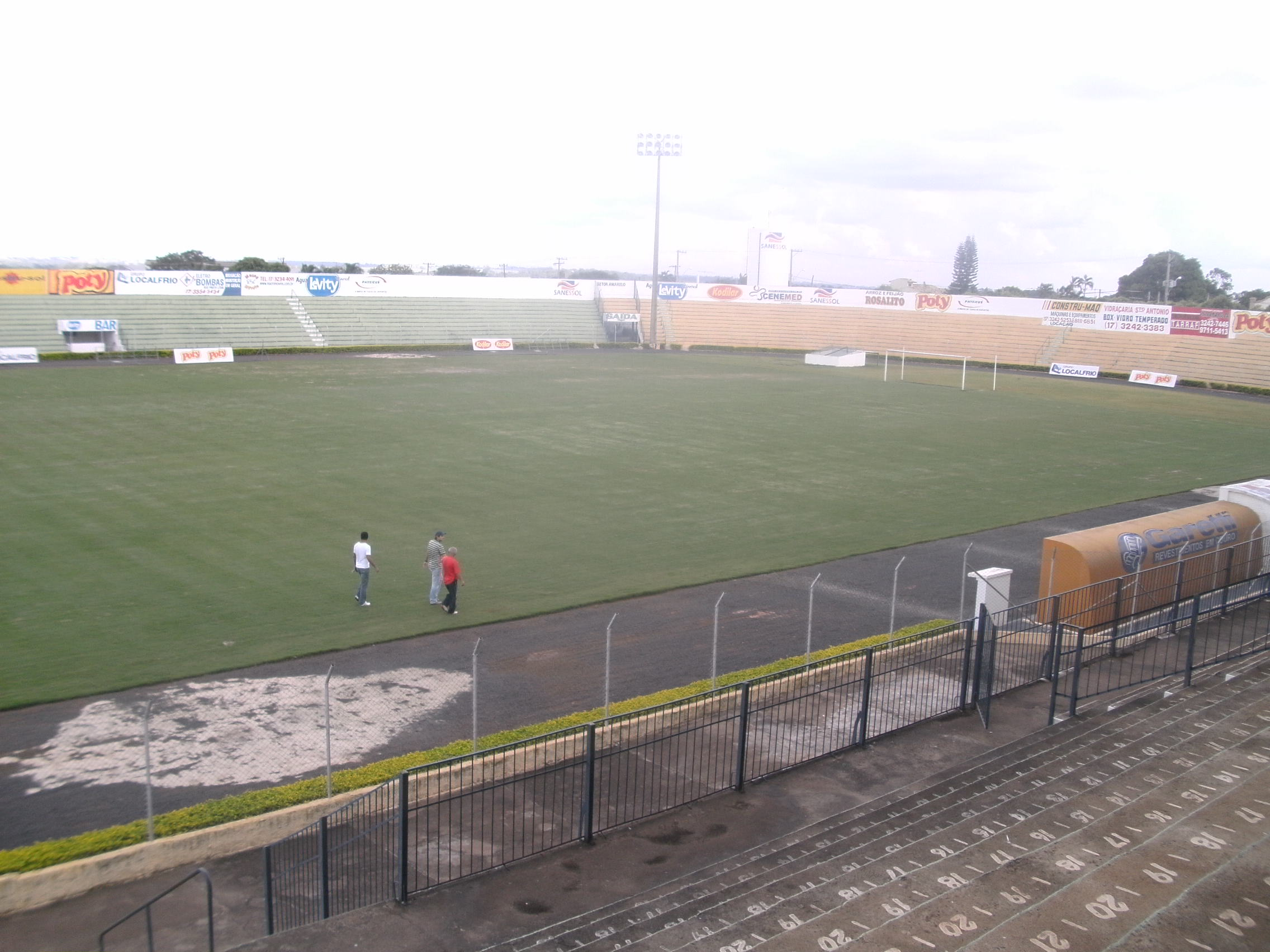
Maião
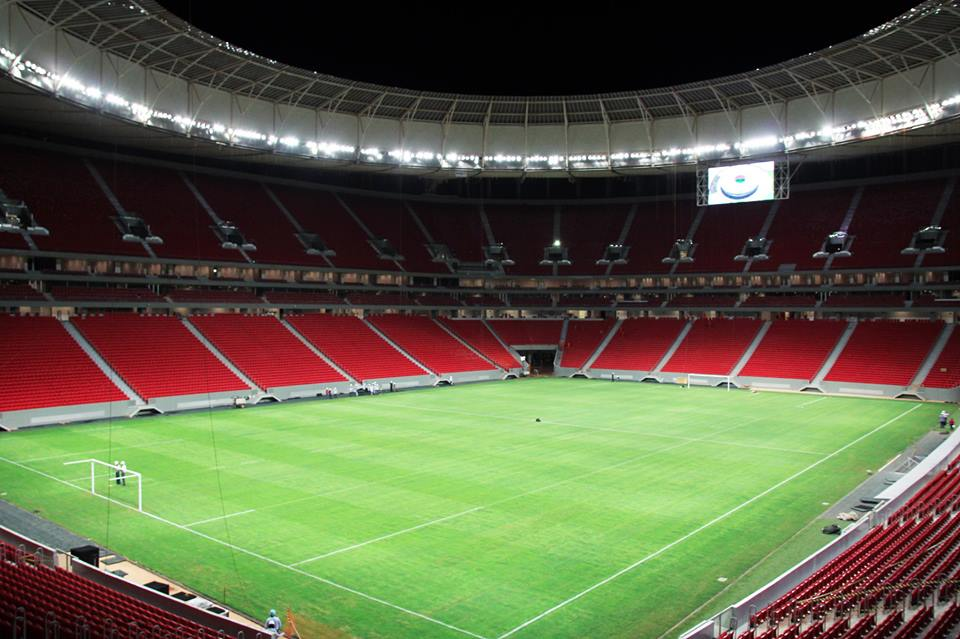
Mané Garrincha
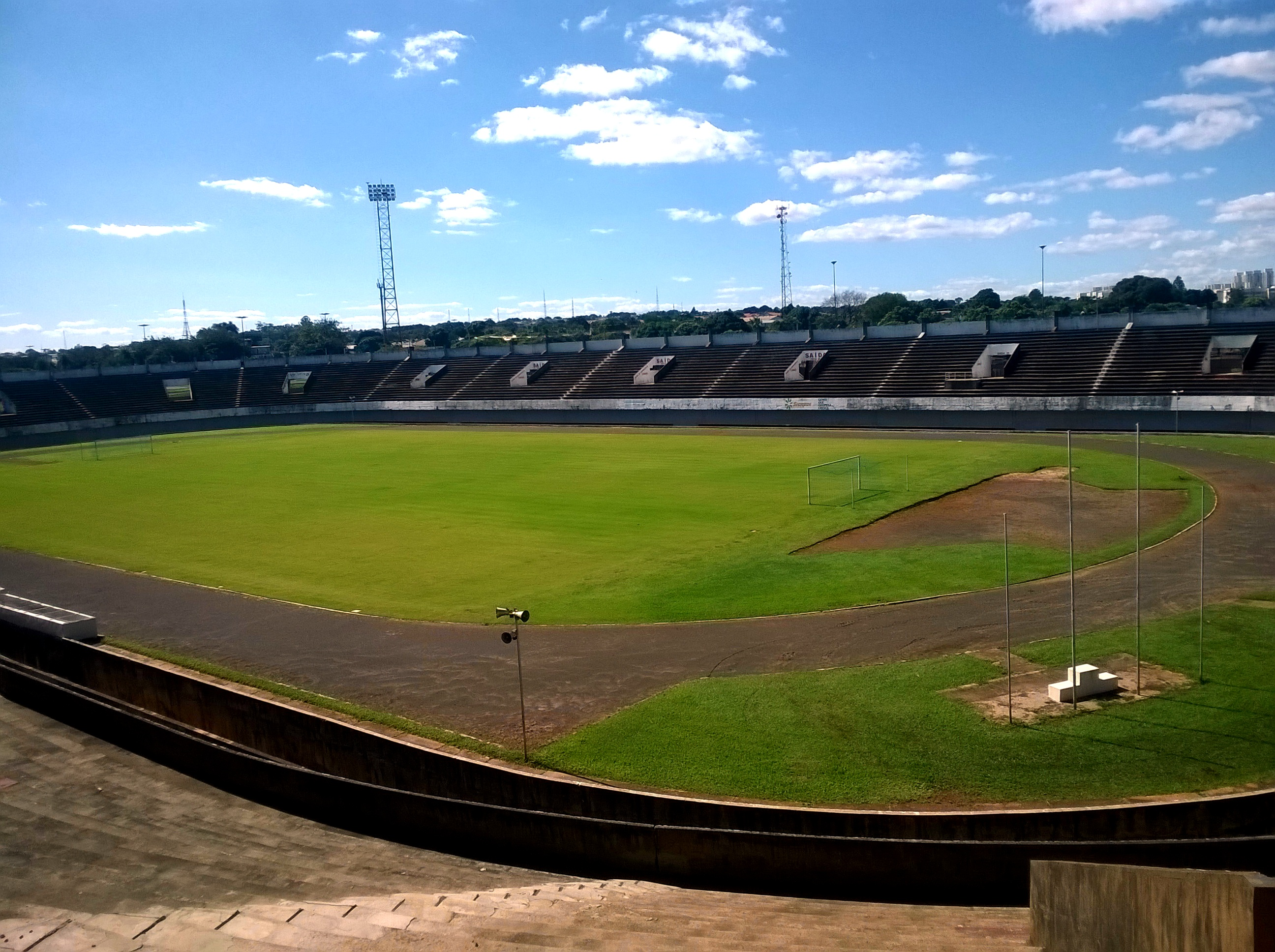
Morenão
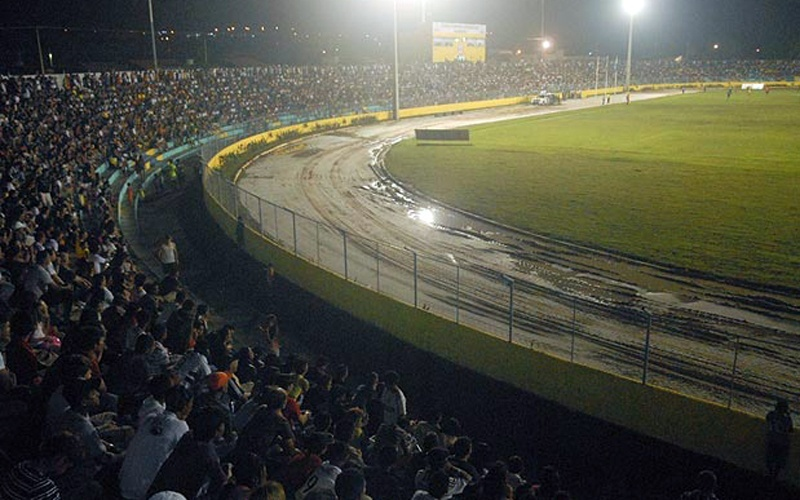
Navegantão
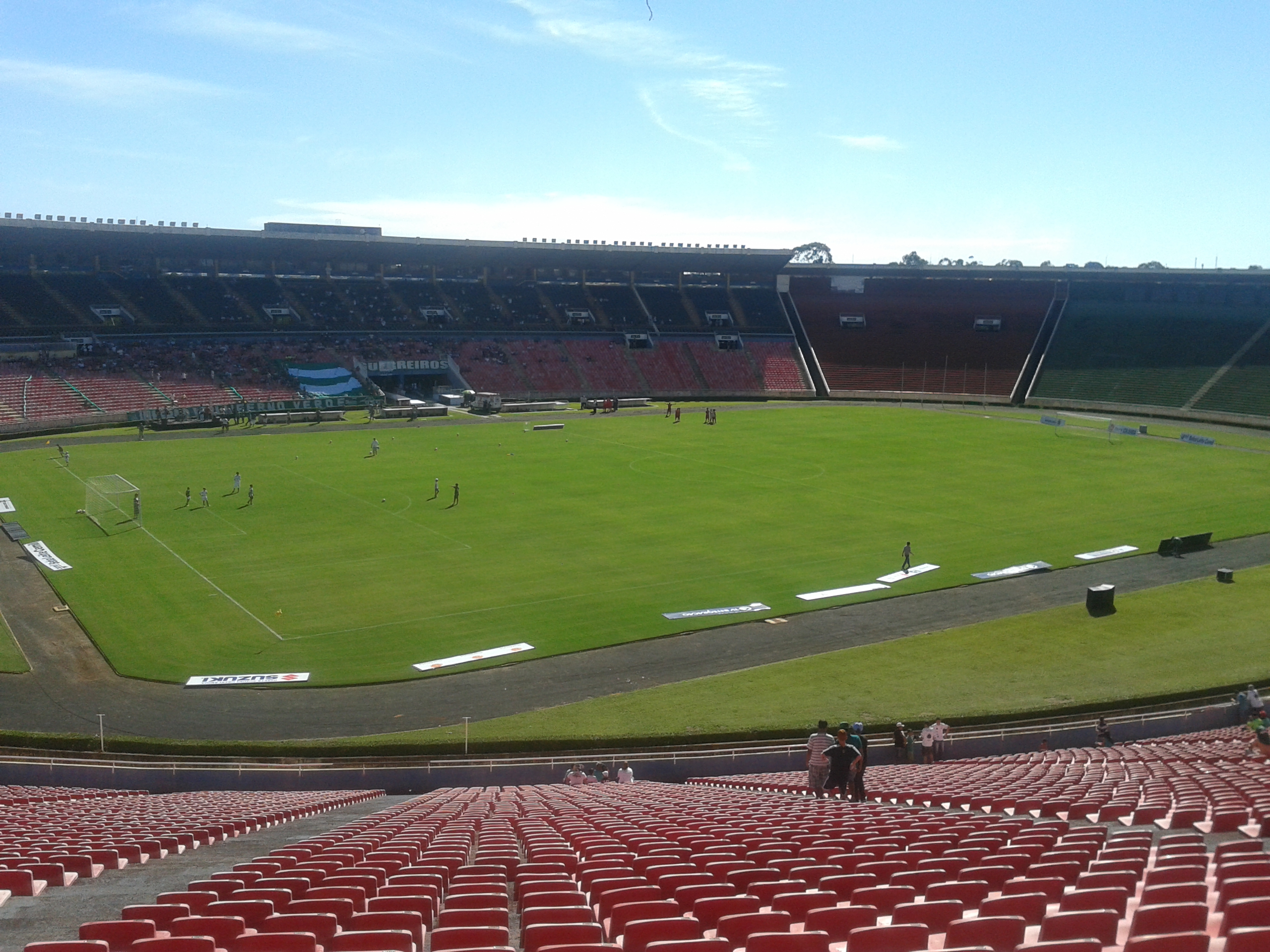
Parque do Sabiá
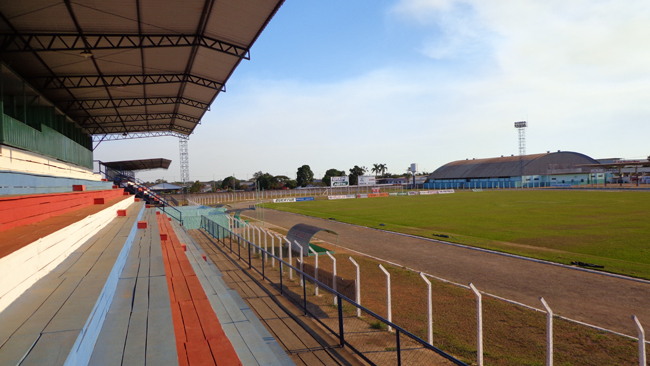
Portal da Amazônia
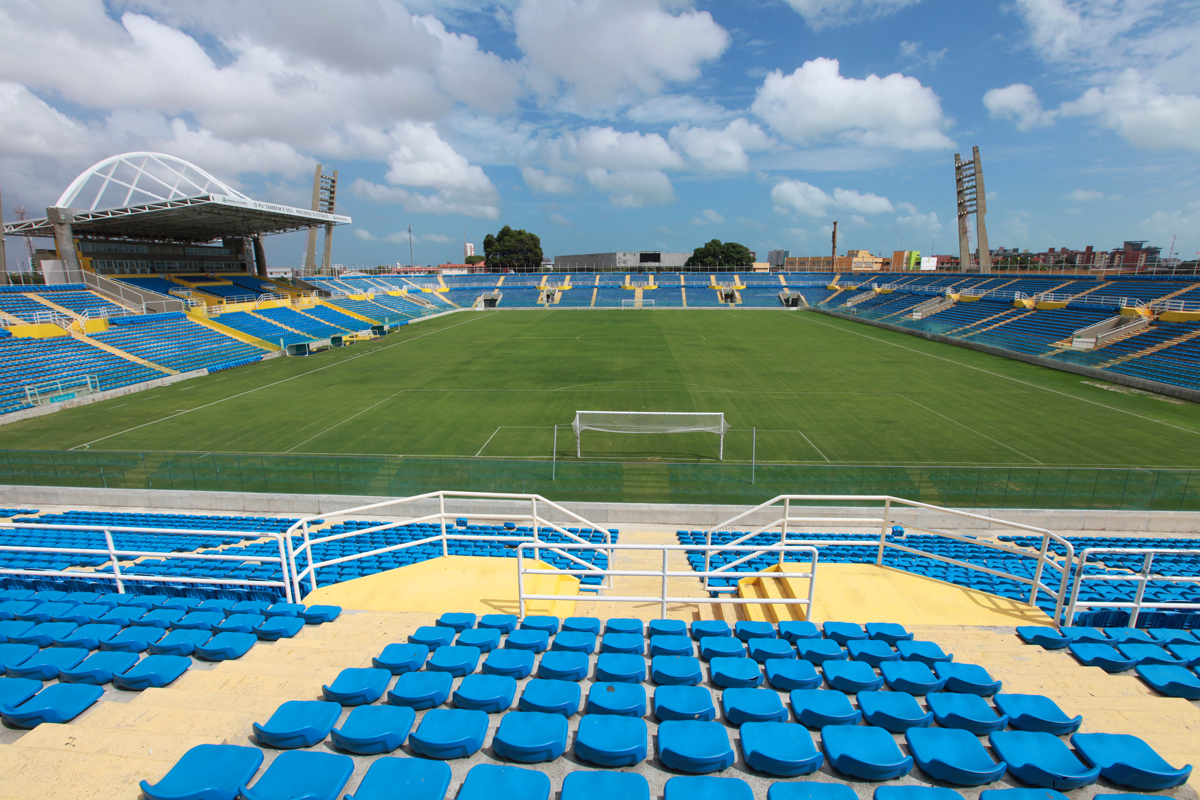
Presidente Vargas
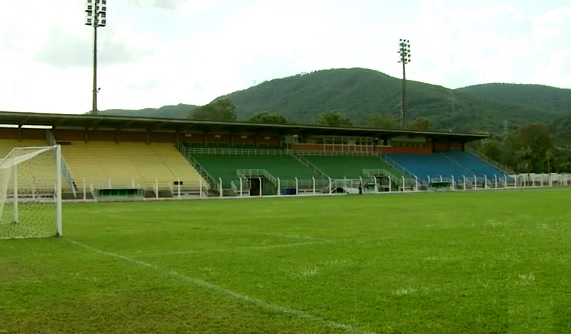
Ronaldão
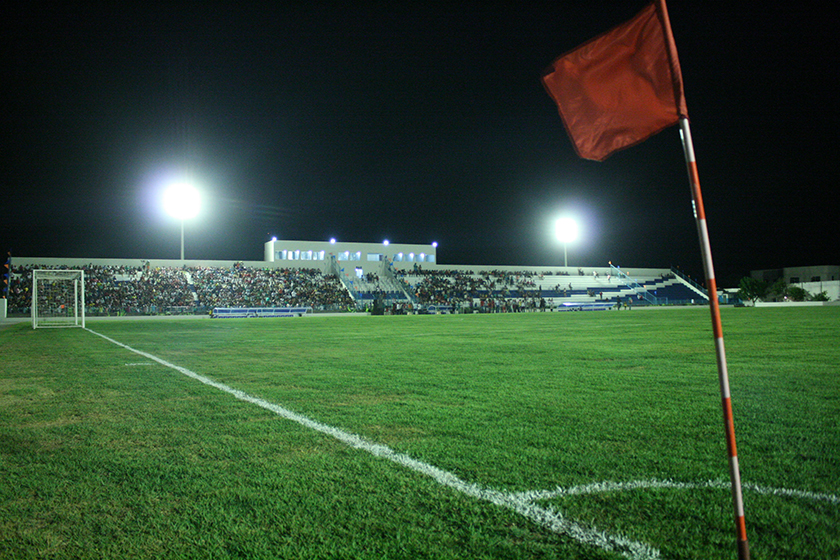
Valfredão
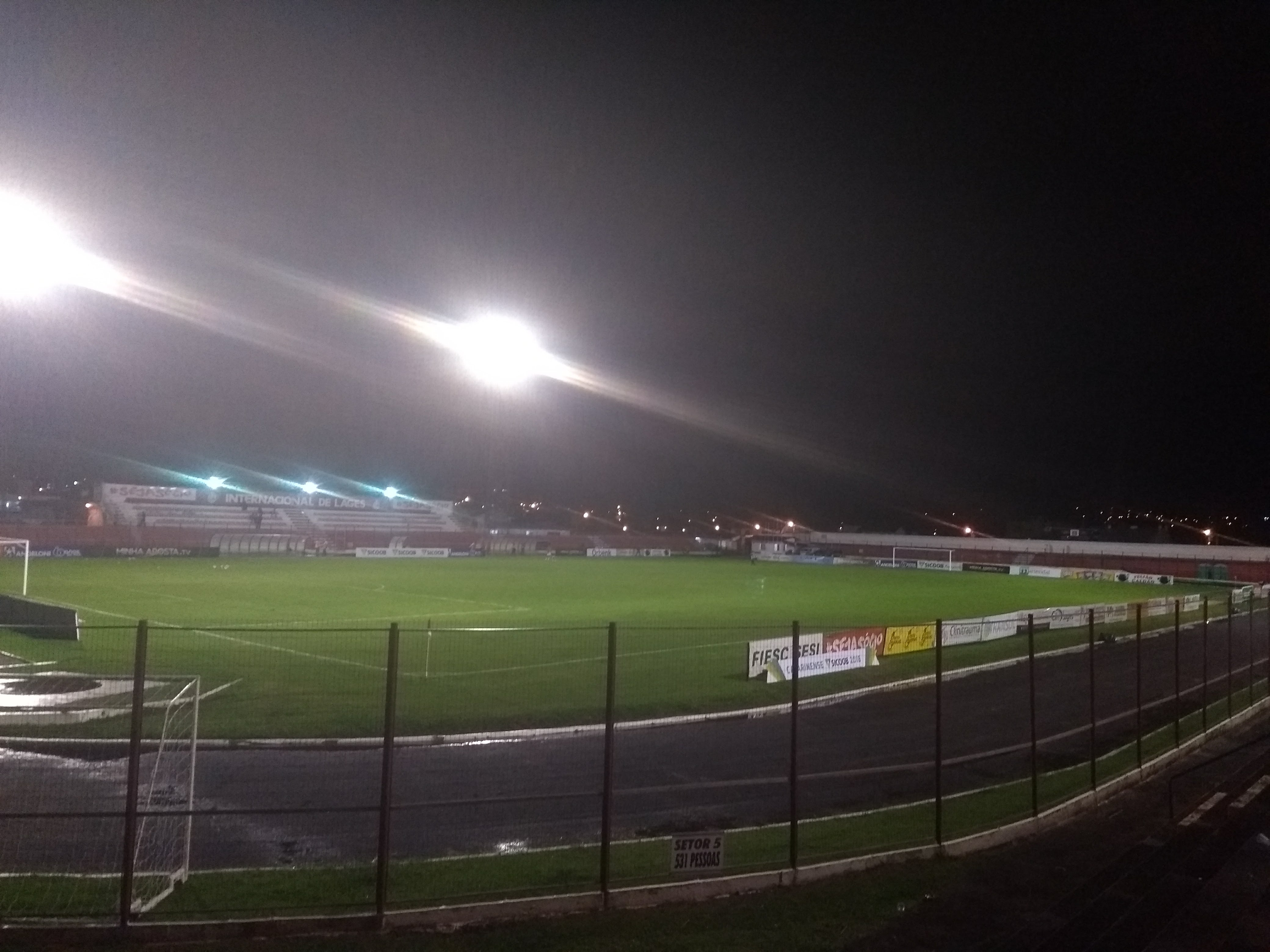
Vidal Ramos Júnior
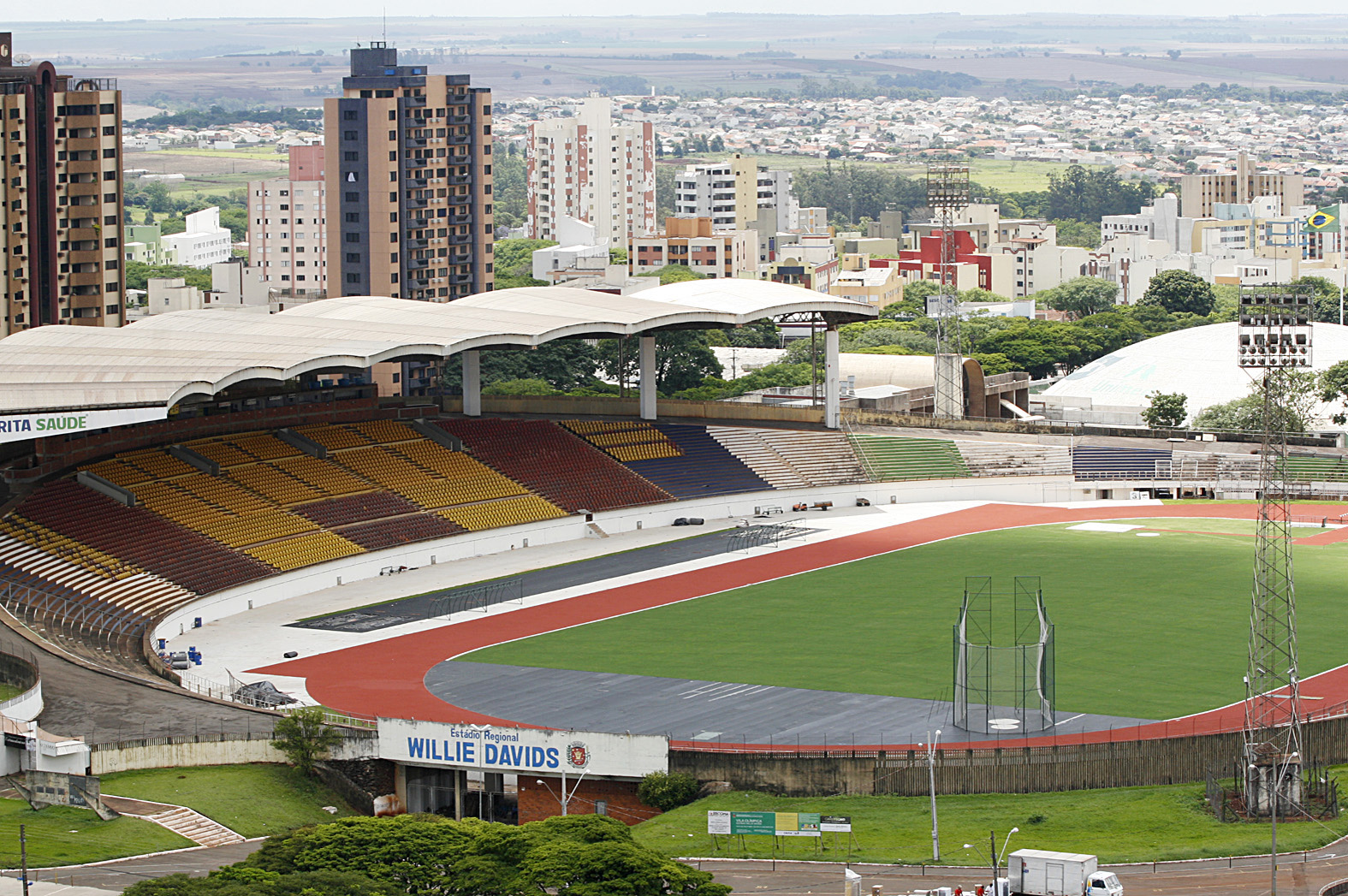
Willie Davids
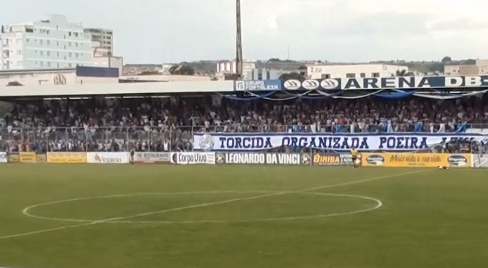
Zama Maciel
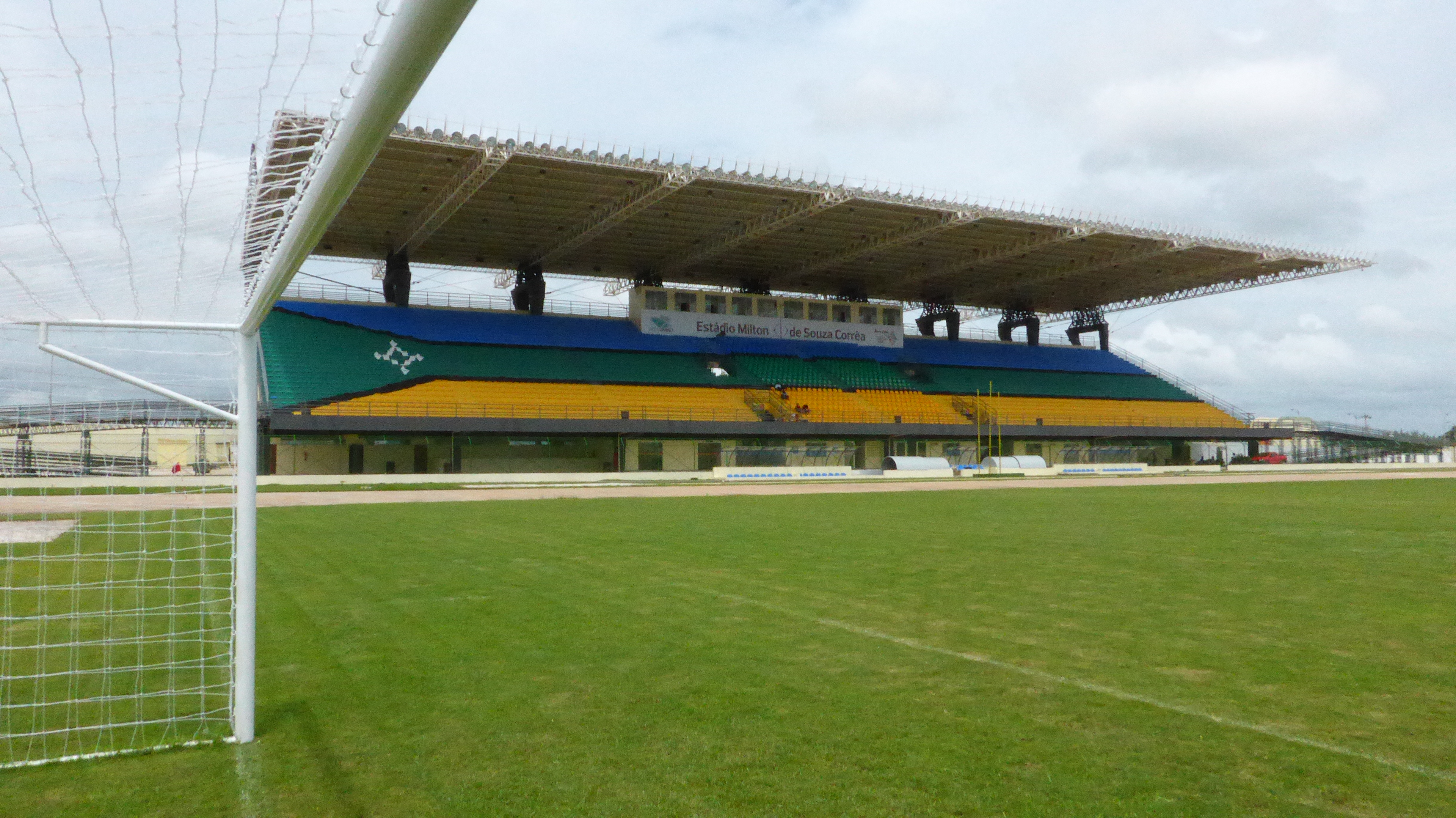
Zerão

### Outros estádios
Além dos estádios de mando usual, outros estádios foram utilizados devido a punições de perda de mando de campo impostas pelo Superior Tribunal de Justiça Desportiva ou por conta de problemas de interdição dos estádios usuais ou simplesmente por opção dos clubes em mandar seus jogos em outros locais, geralmente buscando uma melhor renda.

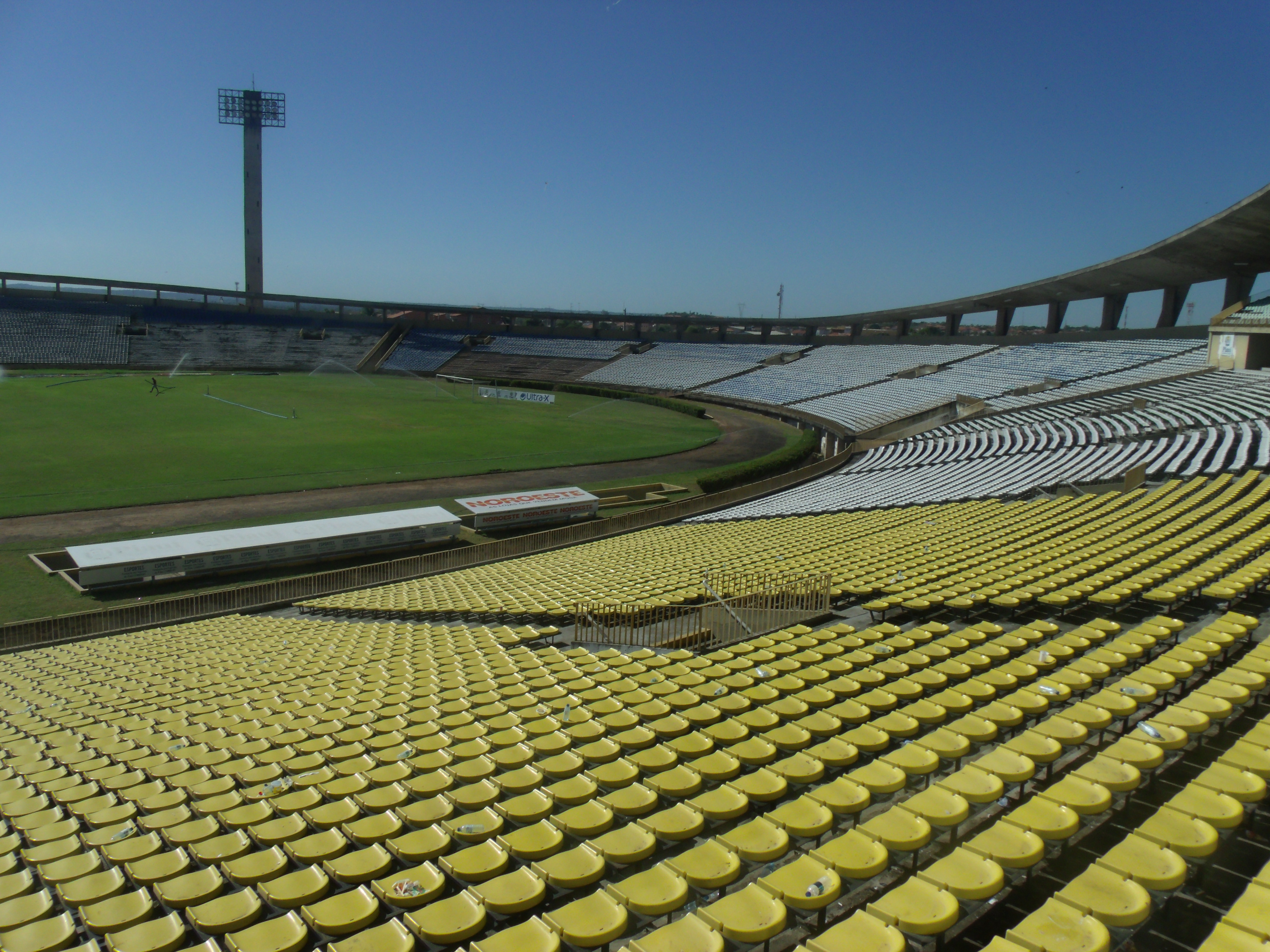
Albertão (Teresina)
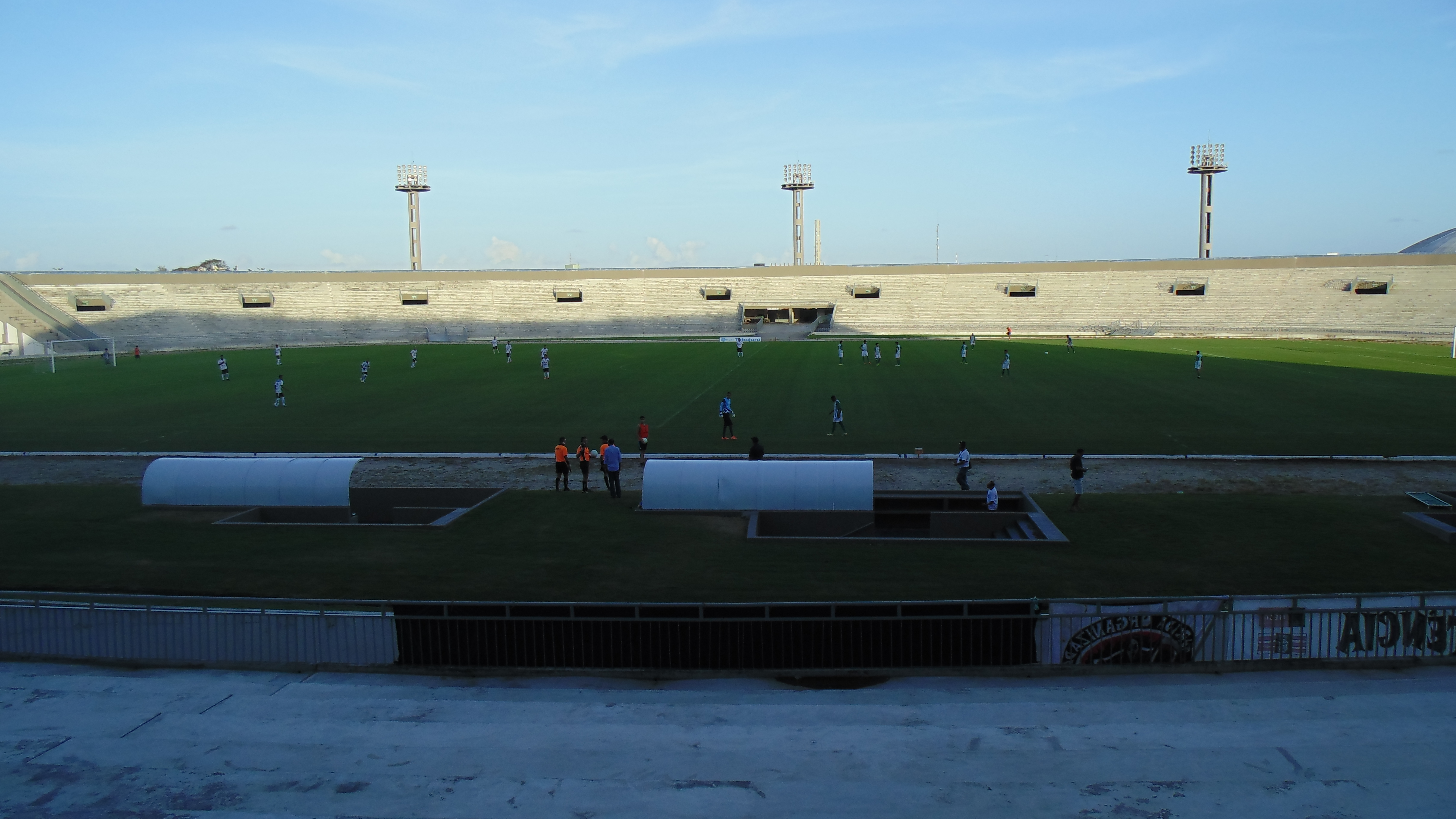
Almeidão (João Pessoa)
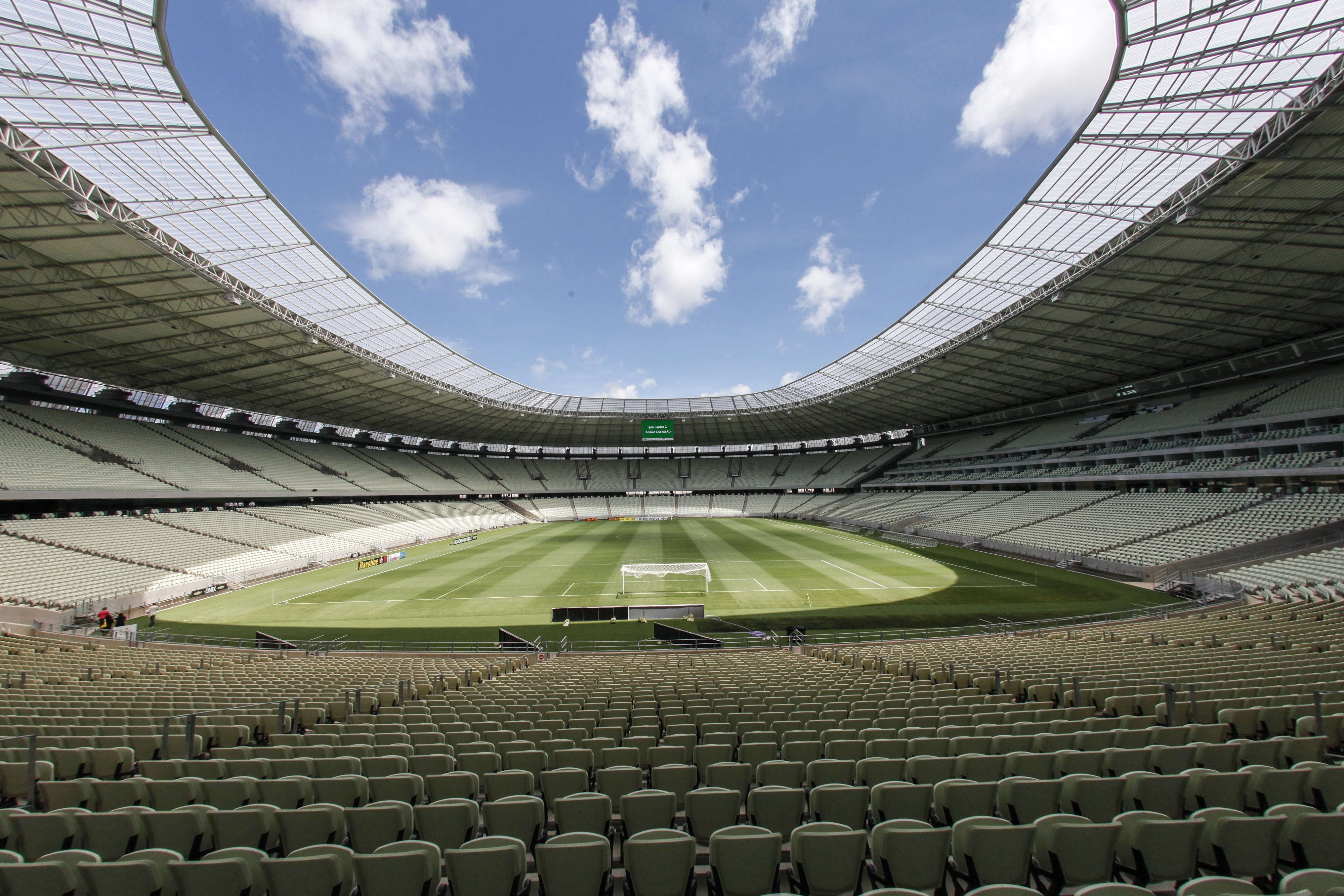
Arena Castelão (Fortaleza)
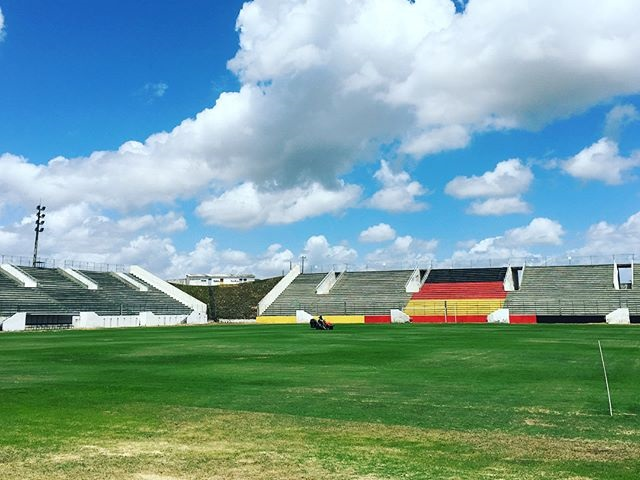
Barretão (Ceará-Mirim)
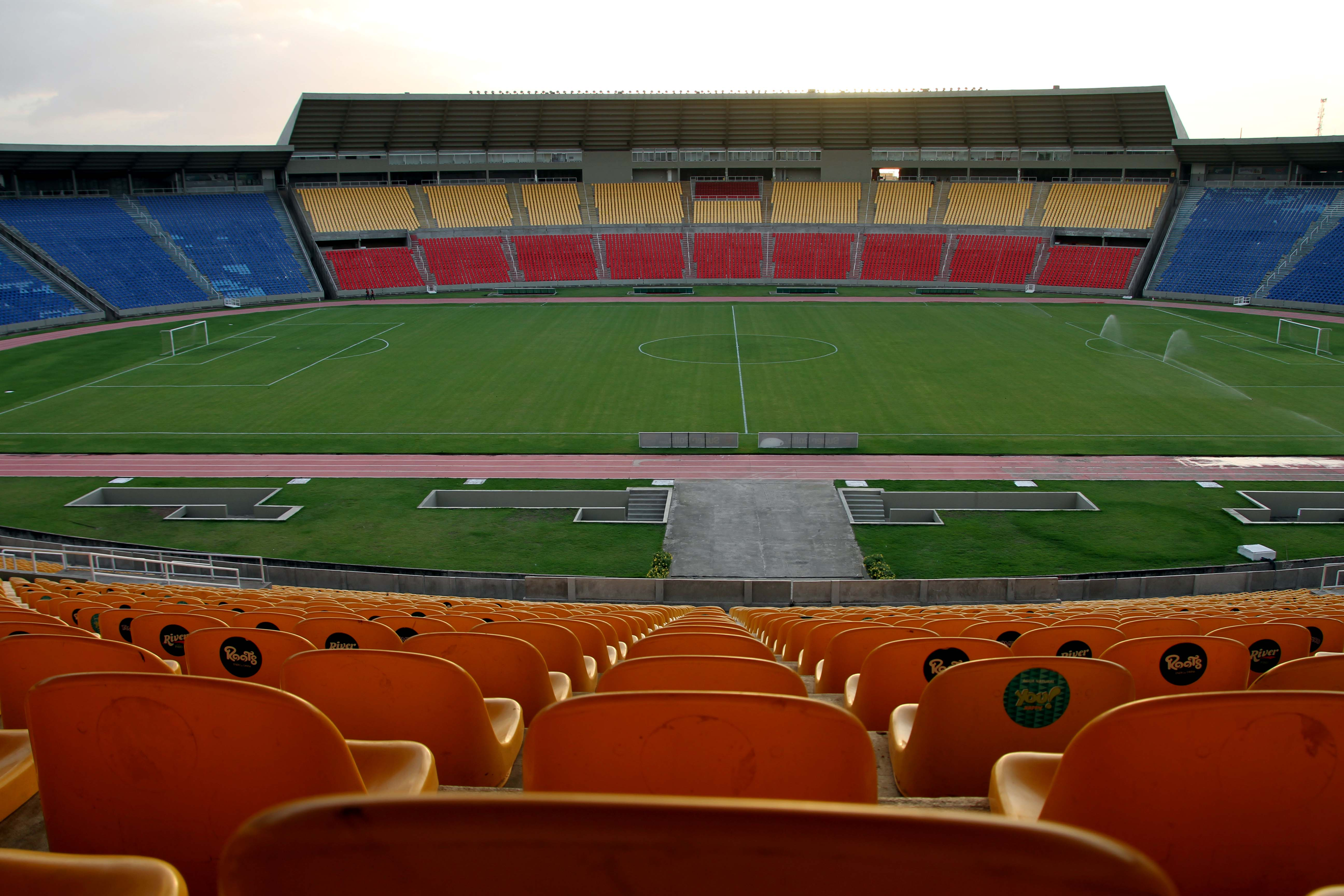
Castelão (São Luís)
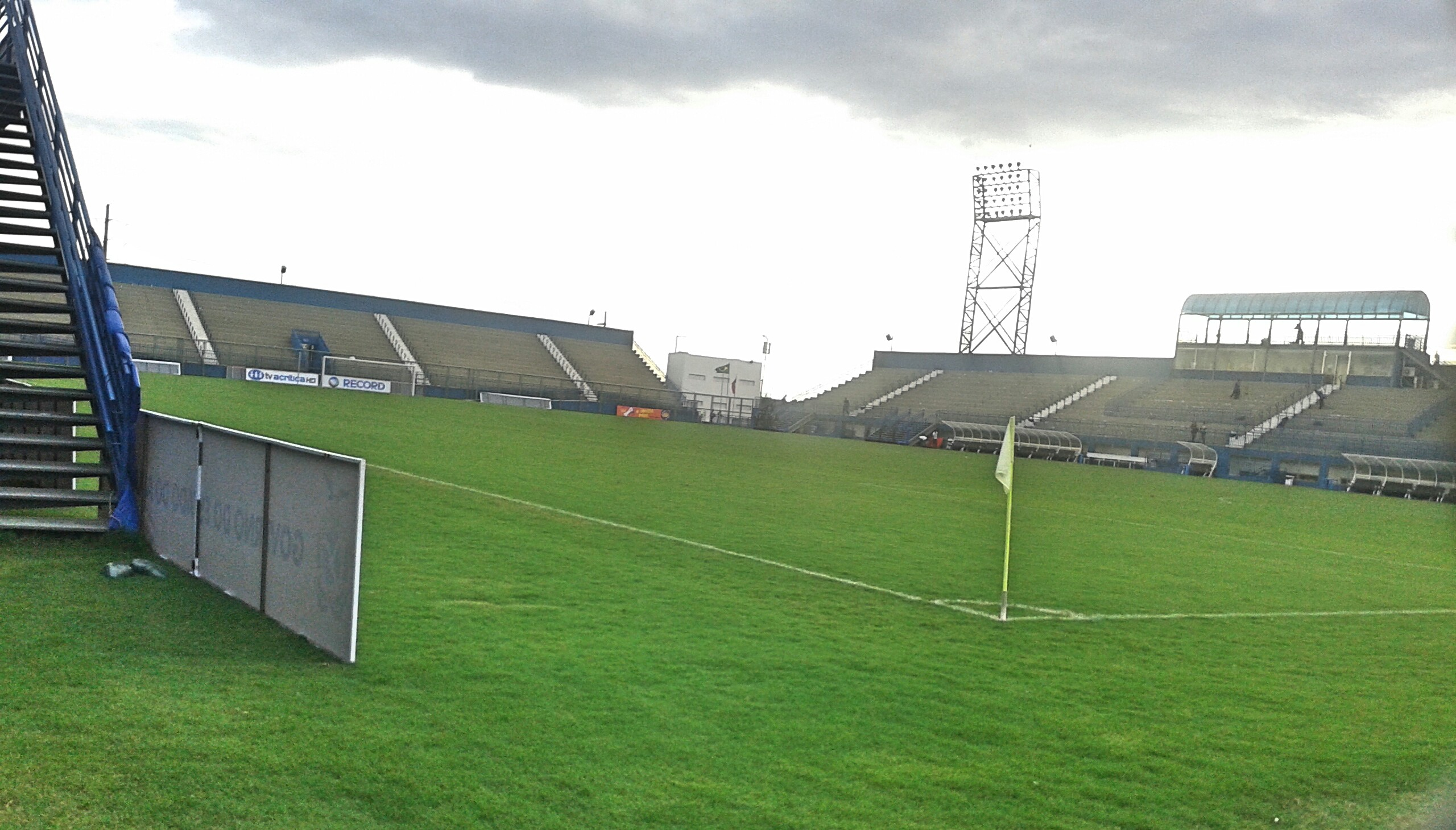
Colina (Manaus)
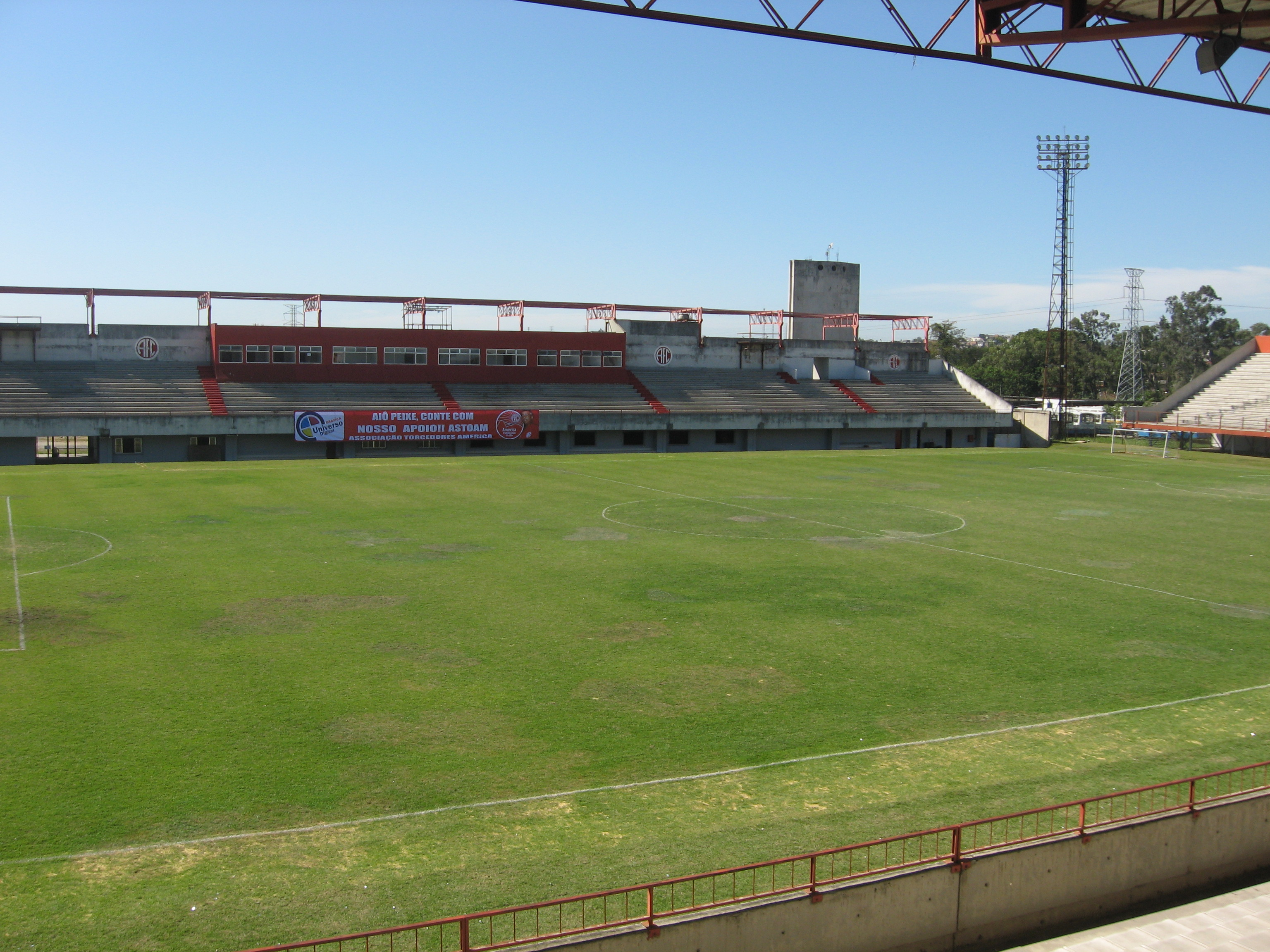
Giulite Coutinho (Mesquita)
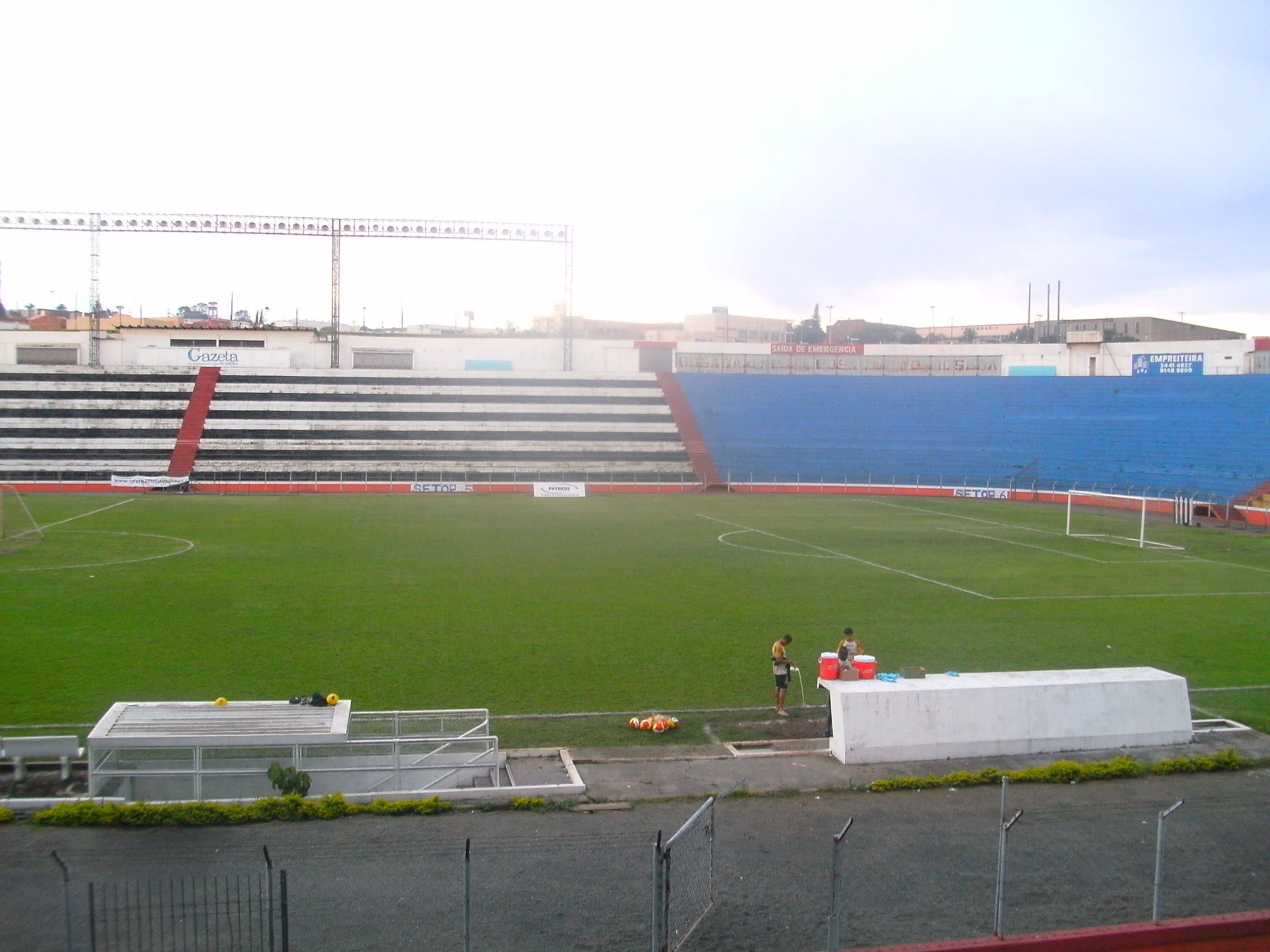
Limeirão (Limeira)

Também foi utilizado o Leonardo Barbieri (Águas de Lindoia).

## Primeira fase
A CBF divulgou a tabela oficial no dia 20 de fevereiro e agrupou as equipes de forma regionalizada.
| Legenda | Legenda                                                          |
| ------- | ---------------------------------------------------------------- |
|         | Classificação para a próxima fase                                |
|         | Classificação para o índice técnico (15 melhores se classificam) |

### Grupo A1
| Pos | Equipes       | Pts | J | V | E | D | GP | GC | SG |
| --- | ------------- | --- | - | - | - | - | -- | -- | -- |
| 1   | Manaus        | 12  | 6 | 4 | 0 | 2 | 14 | 8  | +6 |
| 2   | Rio Branco-AC | 11  | 6 | 3 | 2 | 1 | 13 | 7  | +6 |
| 3   | Macapá        | 6   | 6 | 2 | 0 | 4 | 7  | 16 | –9 |
| 4   | Baré          | 5   | 6 | 1 | 2 | 3 | 5  | 8  | –3 |

|               | BAR | MCP | MAN | RBA |
| ------------- | --- | --- | --- | --- |
| Baré          | —   | 2–0 | 0–1 | 1–1 |
| Macapá        | 2–1 | —   | 2–1 | 0–3 |
| Manaus        | 3–0 | 5–2 | —   | 0–1 |
| Rio Branco-AC | 1–1 | 4–1 | 3–4 | —   |

### Grupo A2
| Pos | Equipes           | Pts | J | V | E | D | GP | GC | SG  |
| --- | ----------------- | --- | - | - | - | - | -- | -- | --- |
| 1   | Independente-PA   | 12  | 6 | 3 | 3 | 0 | 8  | 3  | +5  |
| 2   | Santos-AP         | 8   | 6 | 2 | 2 | 2 | 13 | 8  | +5  |
| 3   | Barcelona-RO      | 8   | 6 | 2 | 2 | 2 | 8  | 7  | +1  |
| 4   | Plácido de Castro | 4   | 6 | 1 | 1 | 4 | 8  | 19 | –11 |

|                   | BCN | IND | PCA | SAP |
| ----------------- | --- | --- | --- | --- |
| Barcelona-RO      | —   | 1–1 | 3–1 | 2–1 |
| Independente-PA   | 0–0 | —   | 1–0 | 2–0 |
| Plácido de Castro | 3–2 | 1–3 | —   | 2–2 |
| Santos-AP         | 1–0 | 1–1 | 8–1 | —   |

### Grupo A3
| Pos | Equipes         | Pts | J | V | E | D | GP | GC | SG |
| --- | --------------- | --- | - | - | - | - | -- | -- | -- |
| 1   | Nacional-AM     | 10  | 6 | 3 | 1 | 2 | 9  | 4  | +5 |
| 2   | São Raimundo-RR | 8   | 6 | 2 | 2 | 2 | 10 | 11 | –1 |
| 3   | São Raimundo-PA | 8   | 6 | 2 | 2 | 2 | 7  | 8  | –1 |
| 4   | Real Ariquemes  | 6   | 6 | 1 | 3 | 2 | 7  | 10 | –3 |

|                 | NAM | RAR | SRS | SRR |
| --------------- | --- | --- | --- | --- |
| Nacional-AM     | —   | 2–0 | 0–1 | 3–0 |
| Real Ariquemes  | 2–1 | —   | 1–1 | 2–2 |
| São Raimundo-PA | 0–2 | 1–1 | —   | 4–3 |
| São Raimundo-RR | 1–1 | 3–1 | 1–0 | —   |

### Grupo A4
| Pos | Equipes     | Pts | J | V | E | D | GP | GC | SG |
| --- | ----------- | --- | - | - | - | - | -- | -- | -- |
| 1   | Ferroviário | 10  | 6 | 2 | 4 | 0 | 7  | 5  | +2 |
| 2   | Cordino     | 9   | 6 | 2 | 3 | 1 | 6  | 4  | +2 |
| 3   | 4 de Julho  | 6   | 6 | 1 | 3 | 2 | 3  | 5  | –2 |
| 4   | Interporto  | 5   | 6 | 1 | 2 | 3 | 7  | 9  | –2 |

|             | 4JU | CDN | FAC | IPT |
| ----------- | --- | --- | --- | --- |
| 4 de Julho  | —   | 0–2 | 0–1 | 1–0 |
| Cordino     | 0–0 | —   | 1–1 | 2–1 |
| Ferroviário | 1–1 | 0–0 | —   | 1–1 |
| Interporto  | 1–1 | 2–1 | 2–3 | —   |

### Grupo A5
| Pos | Equipes   | Pts | J | V | E | D | GP | GC | SG |
| --- | --------- | --- | - | - | - | - | -- | -- | -- |
| 1   | Moto Club | 13  | 6 | 4 | 1 | 1 | 6  | 3  | +3 |
| 2   | Altos     | 11  | 6 | 3 | 2 | 1 | 7  | 3  | +4 |
| 3   | Sparta    | 5   | 6 | 1 | 2 | 3 | 6  | 9  | –3 |
| 4   | ASSU      | 4   | 6 | 1 | 1 | 4 | 2  | 6  | –4 |

|           | ALT | ASSU | MOT | SPR |
| --------- | --- | ---- | --- | --- |
| Altos     | —   | 1–0  | 0–0 | 3–1 |
| ASSU      | 0–2 | —    | 0–1 | 2–1 |
| Moto Club | 1–0 | 1–0  | —   | 1–0 |
| Sparta    | 1–1 | 0–0  | 3–2 | —   |

### Grupo A6
| Pos | Equipes             | Pts | J | V | E | D | GP | GC | SG |
| --- | ------------------- | --- | - | - | - | - | -- | -- | -- |
| 1   | América de Natal    | 14  | 6 | 4 | 2 | 0 | 11 | 6  | +5 |
| 2   | Imperatriz          | 9   | 6 | 2 | 3 | 1 | 10 | 3  | +7 |
| 3   | Belo Jardim         | 4   | 6 | 0 | 4 | 2 | 6  | 12 | –6 |
| 4   | Guarani de Juazeiro | 3   | 6 | 0 | 3 | 3 | 8  | 14 | –6 |

|                     | AMN | BJA | GJU | IMP |
| ------------------- | --- | --- | --- | --- |
| América de Natal    | —   | 4–2 | 2–1 | 2–1 |
| Belo Jardim         | 0–0 | —   | 1–1 | 0–0 |
| Guarani de Juazeiro | 2–3 | 3–3 | —   | 1–1 |
| Imperatriz          | 0–0 | 4–0 | 4–0 | —   |

### Grupo A7
| Pos | Equipes    | Pts | J | V | E | D | GP | GC | SG |
| --- | ---------- | --- | - | - | - | - | -- | -- | -- |
| 1   | Sergipe    | 13  | 6 | 4 | 1 | 1 | 8  | 5  | +3 |
| 2   | Jacuipense | 8   | 6 | 2 | 2 | 2 | 8  | 8  | 0  |
| 3   | Central    | 6   | 6 | 1 | 3 | 2 | 7  | 6  | +1 |
| 4   | ASA        | 4   | 6 | 0 | 4 | 2 | 7  | 11 | –4 |

|            | ASA | CEN | JAC | SER |
| ---------- | --- | --- | --- | --- |
| ASA        | —   | 3–3 | 1–1 | 2–4 |
| Central    | 0–0 | —   | 3–0 | 0–1 |
| Jacuipense | 3–1 | 1–1 | —   | 2–0 |
| Sergipe    | 0–0 | 1–0 | 2–1 | —   |

### Grupo A8
| Pos | Equipes               | Pts | J | V | E | D | GP | GC | SG  |
| --- | --------------------- | --- | - | - | - | - | -- | -- | --- |
| 1   | Campinense            | 16  | 6 | 5 | 1 | 0 | 12 | 3  | +9  |
| 2   | Fluminense de Feira   | 13  | 6 | 4 | 1 | 1 | 18 | 3  | +15 |
| 3   | Flamengo de Arcoverde | 4   | 6 | 1 | 1 | 4 | 4  | 16 | –12 |
| 4   | Murici                | 1   | 6 | 0 | 1 | 5 | 4  | 16 | –12 |

|                       | CMP | FAR | FLF | MUR |
| --------------------- | --- | --- | --- | --- |
| Campinense            | —   | 3–0 | 1–0 | 1–0 |
| Flamengo de Arcoverde | 1–2 | —   | 0–4 | 2–1 |
| Fluminense de Feira   | 1–1 | 5–0 | —   | 4–0 |
| Murici                | 1–4 | 1–1 | 1–4 | —   |

### Grupo A9
| Pos | Equipes              | Pts | J | V | E | D | GP | GC | SG  |
| --- | -------------------- | --- | - | - | - | - | -- | -- | --- |
| 1   | Treze                | 12  | 6 | 3 | 3 | 0 | 14 | 4  | +10 |
| 2   | Itabaiana            | 10  | 6 | 3 | 1 | 2 | 11 | 9  | +2  |
| 3   | Vitória da Conquista | 8   | 6 | 2 | 2 | 2 | 4  | 6  | –2  |
| 4   | Santa Rita           | 3   | 6 | 1 | 0 | 5 | 6  | 16 | –10 |

|                      | ITA | STR | TRE | VCO |
| -------------------- | --- | --- | --- | --- |
| Itabaiana            | —   | 2–1 | 3–3 | 2–1 |
| Santa Rita           | 2–4 | —   | 0–5 | 3–0 |
| Treze                | 1–0 | 4–0 | —   | 1–1 |
| Vitória da Conquista | 1–0 | 1–0 | 0–0 | —   |

### Grupo A10
| Pos | Equipes     | Pts | J | V | E | D | GP | GC | SG |
| --- | ----------- | --- | - | - | - | - | -- | -- | -- |
| 1   | Iporá       | 13  | 6 | 4 | 1 | 1 | 10 | 4  | +6 |
| 2   | Brasiliense | 11  | 6 | 3 | 2 | 1 | 9  | 3  | +6 |
| 3   | Corumbaense | 8   | 6 | 2 | 2 | 2 | 5  | 9  | –4 |
| 4   | Dom Bosco   | 1   | 6 | 0 | 1 | 5 | 2  | 10 | –8 |

|             | BRS | CMB | DOM | IPO |
| ----------- | --- | --- | --- | --- |
| Brasiliense | —   | 4–0 | 2–0 | 0–1 |
| Corumbaense | 0–0 | —   | 2–1 | 2–1 |
| Dom Bosco   | 0–1 | 1–1 | —   | 0–1 |
| Iporá       | 2–2 | 2–0 | 3–0 | —   |

### Grupo A11
| Pos | Equipes      | Pts | J | V | E | D | GP | GC | SG |
| --- | ------------ | --- | - | - | - | - | -- | -- | -- |
| 1   | Sinop        | 10  | 6 | 3 | 1 | 2 | 6  | 5  | +1 |
| 2   | Novo         | 10  | 6 | 3 | 1 | 2 | 7  | 7  | 0  |
| 3   | Aparecidense | 8   | 6 | 2 | 2 | 2 | 11 | 10 | +1 |
| 4   | Ceilândia    | 5   | 6 | 1 | 2 | 3 | 9  | 11 | –2 |

|              | APA | CEI | NVO | SIN |
| ------------ | --- | --- | --- | --- |
| Aparecidense | —   | 3–2 | 2–3 | 0–1 |
| Ceilândia    | 4–4 | —   | 2–1 | 0–0 |
| Novo         | 0–0 | 1–0 | —   | 2–1 |
| Sinop        | 0–2 | 2–1 | 2–0 | —   |

### Grupo A12
| Pos | Equipes        | Pts | J | V | E | D | GP | GC | SG |
| --- | -------------- | --- | - | - | - | - | -- | -- | -- |
| 1   | Macaé          | 11  | 6 | 3 | 2 | 1 | 10 | 8  | +2 |
| 2   | URT            | 10  | 6 | 3 | 1 | 2 | 10 | 8  | +2 |
| 3   | Itumbiara      | 10  | 6 | 3 | 1 | 2 | 8  | 6  | +2 |
| 4   | Espírito Santo | 2   | 6 | 0 | 2 | 4 | 6  | 12 | –6 |

|                | ESA | IBR | MAC | URT |
| -------------- | --- | --- | --- | --- |
| Espírito Santo | —   | 0–2 | 1–1 | 1–1 |
| Itumbiara      | 2–1 | —   | 2–2 | 0–1 |
| Macaé          | 2–1 | 0–2 | —   | 3–1 |
| URT            | 4–2 | 2–0 | 1–2 | —   |

### Grupo A13
| Pos | Equipes             | Pts | J | V | E | D | GP | GC | SG |
| --- | ------------------- | --- | - | - | - | - | -- | -- | -- |
| 1   | Uberlândia          | 11  | 6 | 3 | 2 | 1 | 10 | 7  | +3 |
| 2   | Novorizontino       | 9   | 6 | 2 | 3 | 1 | 10 | 9  | +1 |
| 3   | Americano           | 8   | 6 | 2 | 2 | 2 | 10 | 11 | –1 |
| 4   | Atlético Itapemirim | 3   | 6 | 0 | 3 | 3 | 3  | 6  | –3 |

|                     | AMC | ATI | NOV | UEC |
| ------------------- | --- | --- | --- | --- |
| Americano           | —   | 2–1 | 2–2 | 1–2 |
| Atlético Itapemirim | 0–0 | —   | 0–0 | 1–1 |
| Novorizontino       | 4–2 | 2–1 | —   | 1–1 |
| Uberlândia          | 2–3 | 1–0 | 3–1 | —   |

### Grupo A14
| Pos | Equipes   | Pts | J | V | E | D | GP | GC | SG |
| --- | --------- | --- | - | - | - | - | -- | -- | -- |
| 1   | Linense   | 9   | 6 | 2 | 3 | 1 | 5  | 3  | +2 |
| 2   | Maringá   | 9   | 6 | 2 | 3 | 1 | 7  | 6  | +1 |
| 3   | Madureira | 6   | 6 | 1 | 3 | 2 | 6  | 7  | –1 |
| 4   | Caldense  | 6   | 6 | 1 | 3 | 2 | 5  | 7  | –2 |

|           | CAL | LIN | MAD | MGA |
| --------- | --- | --- | --- | --- |
| Caldense  | —   | 0–0 | 2–0 | 1–1 |
| Linense   | 2–0 | —   | 1–1 | 1–0 |
| Madureira | 3–1 | 0–0 | —   | 1–1 |
| Maringá   | 1–1 | 2–1 | 2–1 | —   |

### Grupo A15
| Pos | Equipes        | Pts | J | V | E | D | GP | GC | SG  |
| --- | -------------- | --- | - | - | - | - | -- | -- | --- |
| 1   | Caxias         | 16  | 6 | 5 | 1 | 0 | 13 | 2  | +11 |
| 2   | Inter de Lages | 9   | 6 | 3 | 0 | 3 | 7  | 11 | –4  |
| 3   | Mirassol       | 7   | 6 | 2 | 1 | 3 | 3  | 5  | –2  |
| 4   | Nova Iguaçu    | 3   | 6 | 1 | 0 | 5 | 6  | 11 | –5  |

|                | CAX | ILG | MIR | NIG |
| -------------- | --- | --- | --- | --- |
| Caxias         | —   | 3–1 | 0–0 | 4–1 |
| Inter de Lages | 0–3 | —   | 1–0 | 4–3 |
| Mirassol       | 0–2 | 2–0 | —   | 1–0 |
| Nova Iguaçu    | 0–1 | 0–1 | 2–0 | —   |

### Grupo A16
| Pos | Equipes       | Pts | J | V | E | D | GP | GC | SG |
| --- | ------------- | --- | - | - | - | - | -- | -- | -- |
| 1   | Tubarão       | 15  | 6 | 5 | 0 | 1 | 9  | 3  | +6 |
| 2   | Novo Hamburgo | 8   | 6 | 2 | 2 | 2 | 7  | 6  | +1 |
| 3   | Cianorte      | 6   | 6 | 1 | 3 | 2 | 2  | 5  | –3 |
| 4   | Ferroviária   | 3   | 6 | 0 | 3 | 3 | 3  | 7  | –4 |

|               | CIA | FER | NHA | TUB |
| ------------- | --- | --- | --- | --- |
| Cianorte      | —   | 0–0 | 1–0 | 0–3 |
| Ferroviária   | 0–0 | —   | 1–1 | 1–2 |
| Novo Hamburgo | 1–1 | 3–1 | —   | 0–1 |
| Tubarão       | 1–0 | 1–0 | 1–2 | —   |

### Grupo A17
| Pos | Equipes       | Pts | J | V | E | D | GP | GC | SG |
| --- | ------------- | --- | - | - | - | - | -- | -- | -- |
| 1   | São José-RS   | 18  | 6 | 6 | 0 | 0 | 10 | 4  | +6 |
| 2   | Brusque       | 9   | 6 | 3 | 0 | 3 | 9  | 5  | +4 |
| 3   | Prudentópolis | 6   | 6 | 2 | 0 | 4 | 6  | 8  | –2 |
| 4   | Mogi Mirim    | 3   | 6 | 1 | 0 | 5 | 6  | 14 | –8 |

|               | BRU | MOG | PRU | SJO |
| ------------- | --- | --- | --- | --- |
| Brusque       | —   | 2–1 | 2–0 | 0–1 |
| Mogi Mirim    | 1–5 | —   | 2–1 | 1–2 |
| Prudentópolis | 1–0 | 2–0 | —   | 1–2 |
| São José-RS   | 1–0 | 2–1 | 2–1 | —   |

### Desempenho por rodada
|           | 1   | 2   | 3   | 4   | 5   | 6   |
| Grupo A1  | RBA | MAN | MAN | MAN | MAN | MAN |
| Grupo A2  | PCA | SAP | IND | IND | IND | IND |
| Grupo A3  | NAM | RAR | SRR | SRR | NAM | NAM |
| Grupo A4  | 4JU | 4JU | FAC | FAC | FAC | FAC |
| Grupo A5  | MOT | MOT | MOT | MOT | MOT | MOT |
| Grupo A6  | BJA | AMN | AMN | AMN | AMN | AMN |
| Grupo A7  | CEN | SER | SER | SER | SER | SER |
| Grupo A8  | FAR | CMP | CMP | CMP | CMP | CMP |
| Grupo A9  | ITA | ITA | TRE | TRE | TRE | TRE |
| Grupo A10 | IPO | IPO | IPO | IPO | IPO | IPO |
| Grupo A11 | NVO | SIN | SIN | APA | APA | SIN |
| Grupo A12 | MAC | URT | MAC | MAC | MAC | MAC |
| Grupo A13 | UEC | UEC | UEC | UEC | UEC | UEC |
| Grupo A14 | CAL | CAL | LIN | LIN | LIN | LIN |
| Grupo A15 | CAX | CAX | CAX | CAX | CAX | CAX |
| Grupo A16 | TUB | TUB | TUB | TUB | TUB | TUB |
| Grupo A17 | PRU | SJO | SJO | SJO | SJO | SJO |

|           | 1    | 2    | 3   | 4   | 5    | 6    |
| Grupo A1  | MCP  | MCP  | BAR | MCP | BAR  | BAR  |
| Grupo A2  | BCN  | BCN  | PCA | PCA | PCA  | PCA  |
| Grupo A3  | SRR  | SRS  | NAM | SRS | RAR  | RAR  |
| Grupo A4  | IPT  | CDN  | IPT | IPT | IPT  | IPT  |
| Grupo A5  | ASSU | ASSU | SPR | SPR | ASSU | ASSU |
| Grupo A6  | IMP  | GJU  | GJU | GJU | GJU  | GJU  |
| Grupo A7  | ASA  | CEN  | JAC | CEN | CEN  | ASA  |
| Grupo A8  | FLF  | MUR  | MUR | MUR | MUR  | MUR  |
| Grupo A9  | STR  | STR  | STR | STR | STR  | STR  |
| Grupo A10 | CMB  | DOM  | DOM | DOM | DOM  | DOM  |
| Grupo A11 | APA  | NVO  | CEI | NVO | CEI  | CEI  |
| Grupo A12 | ESA  | IBR  | ESA | ESA | ESA  | ESA  |
| Grupo A13 | ATI  | ATI  | ATI | ATI | ATI  | ATI  |
| Grupo A14 | LIN  | MAD  | MAD | MAD | CAL  | CAL  |
| Grupo A15 | ILG  | NIG  | NIG | NIG | NIG  | NIG  |
| Grupo A16 | CIA  | CIA  | NHA | NHA | FER  | FER  |
| Grupo A17 | MOG  | MOG  | MOG | MOG | MOG  | MOG  |

## Classificação para a segunda fase
Para os confrontos da segunda fase, os 32 clubes classificados foram divididos em dois blocos: no Bloco I ficaram as 16 equipes classificadas em primeiro lugar com melhores campanhas na primeira fase; no Bloco II, a equipe classificada em primeiro lugar com pior campanha entre os primeiros colocados na primeira fase se juntou às 15 equipes classificadas em segundo lugar com melhores campanhas entre elas.
Classificação das equipes para a segunda fase
| Pos. | Primeiros dos grupos | Pts | J | V | E | D | GP | GC | SG  |
| ---- | -------------------- | --- | - | - | - | - | -- | -- | --- |
| 1    | São José-RS          | 18  | 6 | 6 | 0 | 0 | 10 | 4  | +6  |
| 2    | Caxias               | 16  | 6 | 5 | 1 | 0 | 13 | 2  | +11 |
| 3    | Campinense           | 16  | 6 | 5 | 1 | 0 | 12 | 3  | +9  |
| 4    | Tubarão              | 15  | 6 | 5 | 0 | 1 | 9  | 3  | +6  |
| 5    | América de Natal     | 14  | 6 | 4 | 2 | 0 | 11 | 6  | +5  |
| 6    | Iporá                | 13  | 6 | 4 | 1 | 1 | 10 | 4  | +6  |
| 7    | Sergipe              | 13  | 6 | 4 | 1 | 1 | 8  | 5  | +3  |
| 8    | Moto Club            | 13  | 6 | 4 | 1 | 1 | 6  | 3  | +3  |
| 9    | Manaus               | 12  | 6 | 4 | 0 | 2 | 14 | 8  | +6  |
| 10   | Treze                | 12  | 6 | 3 | 3 | 0 | 14 | 4  | +10 |
| 11   | Independente-PA      | 12  | 6 | 3 | 3 | 0 | 8  | 3  | +5  |
| 12   | Uberlândia           | 11  | 6 | 3 | 2 | 1 | 10 | 7  | +3  |
| 13   | Macaé                | 11  | 6 | 3 | 2 | 1 | 10 | 8  | +2  |
| 14   | Nacional-AM          | 10  | 6 | 3 | 1 | 2 | 9  | 4  | +5  |
| 15   | Sinop                | 10  | 6 | 3 | 1 | 2 | 6  | 5  | +1  |
| 16   | Ferroviário          | 10  | 6 | 2 | 4 | 0 | 7  | 5  | +2  |
| 17   | Linense              | 9   | 6 | 2 | 3 | 1 | 5  | 3  | +2  |

| Pos. | Segundos dos grupos | Pts | J | V | E | D | GP | GC | SG  |
| ---- | ------------------- | --- | - | - | - | - | -- | -- | --- |
| 1    | Fluminense de Feira | 13  | 6 | 4 | 1 | 1 | 18 | 3  | +15 |
| 2    | Rio Branco-AC       | 11  | 6 | 3 | 2 | 1 | 13 | 7  | +6  |
| 3    | Brasiliense         | 11  | 6 | 3 | 2 | 1 | 9  | 3  | +6  |
| 4    | Altos               | 11  | 6 | 3 | 2 | 1 | 7  | 3  | +4  |
| 5    | Itabaiana           | 10  | 6 | 3 | 1 | 2 | 11 | 9  | +2  |
| 6    | URT                 | 10  | 6 | 3 | 1 | 2 | 10 | 8  | +2  |
| 7    | Novo                | 10  | 6 | 3 | 1 | 2 | 7  | 7  | 0   |
| 8    | Brusque             | 9   | 6 | 3 | 0 | 3 | 9  | 5  | +4  |
| 9    | Inter de Lages      | 9   | 6 | 3 | 0 | 3 | 7  | 11 | –4  |
| 10   | Imperatriz          | 9   | 6 | 2 | 3 | 1 | 10 | 3  | +7  |
| 11   | Cordino             | 9   | 6 | 2 | 3 | 1 | 6  | 4  | +2  |
| 12   | Novorizontino       | 9   | 6 | 2 | 3 | 1 | 10 | 9  | +1  |
| 13   | Maringá             | 9   | 6 | 2 | 3 | 1 | 7  | 6  | +1  |
| 14   | Santos-AP           | 8   | 6 | 2 | 2 | 2 | 13 | 8  | +5  |
| 15   | Novo Hamburgo       | 8   | 6 | 2 | 2 | 2 | 7  | 6  | +1  |
| 16   | Jacuipense          | 8   | 6 | 2 | 2 | 2 | 8  | 8  | 0   |
| 17   | São Raimundo-RR     | 8   | 6 | 2 | 2 | 2 | 10 | 11 | –1  |

|  |                                                                               |
|  | Classificados para o Bloco I (16 melhores primeiros colocados)                |
|  | Classificados para o Bloco II (pior primeiro colocado e 15 melhores segundos) |
|  | Eliminados na primeira fase (dois piores segundos colocados)                  |

As 16 equipes classificadas para o Bloco I receberam numeração de 1 a 16 de acordo com a ordem numérica de seus grupos de origem. Já as 16 equipes classificadas para o Bloco II receberam numeração de 17 a 32 de acordo com a ordem numérica de seus grupos de origem. Em caso de duas equipes oriundas de um mesmo grupo estarem no mesmo bloco, o que só é possível no Bloco II, a equipe que terminou em primeiro lugar recebe o menor número.
Numeração das equipes nos blocos
| Bloco I | Bloco I | Bloco I          |
| Nº      | Grupo   | Equipes          |
| ------- | ------- | ---------------- |
| 1       | A1      | Manaus           |
| 2       | A2      | Independente-PA  |
| 3       | A3      | Nacional-AM      |
| 4       | A4      | Ferroviário      |
| 5       | A5      | Moto Club        |
| 6       | A6      | América de Natal |
| 7       | A7      | Sergipe          |
| 8       | A8      | Campinense       |
| 9       | A9      | Treze            |
| 10      | A10     | Iporá            |
| 11      | A11     | Sinop            |
| 12      | A12     | Macaé            |
| 13      | A13     | Uberlândia       |
| 14      | A15     | Caxias           |
| 15      | A16     | Tubarão          |
| 16      | A17     | São José-RS      |

| Bloco II | Bloco II | Bloco II            |
| Nº       | Grupo    | Equipes             |
| -------- | -------- | ------------------- |
| 17       | A1       | Rio Branco-AC       |
| 18       | A2       | Santos-AP           |
| 19       | A4       | Cordino             |
| 20       | A5       | Altos               |
| 21       | A6       | Imperatriz          |
| 22       | A8       | Fluminense de Feira |
| 23       | A9       | Itabaiana           |
| 24       | A10      | Brasiliense         |
| 25       | A11      | Novo                |
| 26       | A12      | URT                 |
| 27       | A13      | Novorizontino       |
| 28       | A14      | Linense             |
| 29       | A14      | Maringá             |
| 30       | A15      | Inter de Lages      |
| 31       | A16      | Novo Hamburgo       |
| 32       | A17      | Brusque             |

## Segunda fase
O cruzamento das equipes na segunda fase se dará de forma regionalizada, com os confrontos ocorrendo do seguinte modo: o primeiro de cada bloco enfrenta o segundo do outro (equipe 1 x equipe 18 e equipe 2 x equipe 17); o terceiro de cada bloco enfrenta o quarto do outro (equipe 3 x equipe 20 e equipe 4 x equipe 19) e assim por diante, até que o 15º de cada bloco enfrenta o 16º do outro (equipe 15 x equipe 32 e equipe 16 x equipe 31).
Em itálico, as equipes que possuem o mando de campo no primeiro jogo do confronto e em negrito as equipes classificados.
| Equipe 1            | Total       | Equipe 2         | 1.º jogo | 2.º jogo |
| ------------------- | ----------- | ---------------- | -------- | -------- |
| Santos-AP           | 1–2         | Manaus           | 1–1      | 0–1      |
| Rio Branco-AC       | 4–3         | Independente-PA  | 3–0      | 1–3      |
| Altos               | 5–4         | Nacional-AM      | 3–0      | 2–4      |
| Cordino             | 3–4         | Ferroviário      | 3–3      | 0–1      |
| Fluminense de Feira | 1–5         | Moto Club        | 0–2      | 1–3      |
| Imperatriz          | 2–2 (5–4 p) | América de Natal | 1–0      | 1–2      |
| Brasiliense         | 2–1         | Sergipe          | 2–1      | 0–0      |
| Itabaiana           | 1–1 (5–6 p) | Campinense       | 0–1      | 1–0      |
| URT                 | 2–2 (2–3 p) | Treze            | 1–1      | 1–1      |
| Novo                | 4–5         | Iporá            | 2–2      | 2–3      |
| Linense             | 2–2 (4–2 p) | Sinop            | 2–1      | 0–1      |
| Novorizontino       | 3–1         | Macaé            | 2–1      | 1–0      |
| Inter de Lages      | 1–3         | Uberlândia       | 1–0      | 0–3      |
| Maringá             | 1–4         | Caxias           | 1–1      | 0–3      |
| Brusque             | 2–2 (3–4 p) | Tubarão          | 1–0      | 1–2      |
| Novo Hamburgo       | 2–2 (2–3 p) | São José-RS      | 2–1      | 0–1      |

## Terceira fase
Os confrontos na terceira fase (oitavas de final) continuam regionalizados, de acordo com o diagrama das fases. O clube de melhor campanha na soma das duas primeiras fases fará a partida de volta como mandante.
Em itálico, as equipes que possuem o mando de campo no primeiro jogo do confronto e em negrito as equipes classificados.
| Equipe 1      | Total       | Equipe 2      | 1.º jogo | 2.º jogo |
| ------------- | ----------- | ------------- | -------- | -------- |
| Rio Branco-AC | 2–2 (2–3 p) | Manaus        | 1–2      | 1–0      |
| Ferroviário   | 5–3         | Altos         | 1–1      | 4–2      |
| Imperatriz    | 6–3         | Moto Club     | 2–1      | 4–2      |
| Brasiliense   | 1–1 (4–5 p) | Campinense    | 1–0      | 0–1      |
| Treze         | 3–2         | Iporá         | 2–0      | 1–2      |
| Linense       | 5–4         | Novorizontino | 3–2      | 2–2      |
| Uberlândia    | 2–3         | Caxias        | 1–1      | 1–2      |
| Tubarão       | 1–3         | São José-RS   | 1–1      | 0–2      |

## Fase final
A partir da quarta fase (quartas de final), os confrontos deixam de ser regionalizados. Dessa fase em diante, a equipe de melhor campanha, somando-se todas as fases anteriores, enfrenta a de pior campanha; a equipe de segunda melhor campanha enfrenta a de segunda pior campanha, e assim sucessivamente até a final.
Tabela de classificação após as oitavas de final
| Bloco III | Bloco III   | Bloco III | Bloco III | Bloco III | Bloco III | Bloco III | Bloco III | Bloco III | Bloco III |
| Pos.      | Equipes     | Pts       | J         | V         | E         | D         | GP        | GC        | SG        |
| --------- | ----------- | --------- | --------- | --------- | --------- | --------- | --------- | --------- | --------- |
| 1         | São José-RS | 25        | 10        | 8         | 1         | 1         | 15        | 7         | +8        |
| 2         | Caxias      | 24        | 10        | 7         | 3         | 0         | 20        | 5         | +15       |
| 3         | Campinense  | 22        | 10        | 7         | 1         | 2         | 14        | 5         | +9        |
| 4         | Manaus      | 19        | 10        | 6         | 1         | 3         | 18        | 11        | +7        |
| 5         | Imperatriz  | 18        | 10        | 5         | 3         | 2         | 18        | 8         | +10       |
| 6         | Ferroviário | 18        | 10        | 4         | 6         | 0         | 16        | 11        | +5        |
| 7         | Treze       | 17        | 10        | 4         | 5         | 1         | 19        | 8         | +11       |
| 8         | Linense     | 16        | 10        | 4         | 4         | 2         | 12        | 9         | +3        |

Tabela de classificação após as quartas de final
| Bloco IV | Bloco IV    | Bloco IV | Bloco IV | Bloco IV | Bloco IV | Bloco IV | Bloco IV | Bloco IV | Bloco IV |
| Pos.     | Equipes     | Pts      | J        | V        | E        | D        | GP       | GC       | SG       |
| -------- | ----------- | -------- | -------- | -------- | -------- | -------- | -------- | -------- | -------- |
| 1        | São José-RS | 28       | 12       | 9        | 1        | 2        | 17       | 8        | +9       |
| 2        | Treze       | 23       | 12       | 6        | 5        | 1        | 23       | 9        | +14      |
| 3        | Imperatriz  | 21       | 12       | 6        | 3        | 3        | 20       | 10       | +10      |
| 4        | Ferroviário | 21       | 12       | 5        | 6        | 1        | 19       | 14       | +5       |

Tabela de classificação após as semifinais
| Bloco V | Bloco V     | Bloco V | Bloco V | Bloco V | Bloco V | Bloco V | Bloco V | Bloco V | Bloco V |
| Pos.    | Equipes     | Pts     | J       | V       | E       | D       | GP      | GC      | SG      |
| ------- | ----------- | ------- | ------- | ------- | ------- | ------- | ------- | ------- | ------- |
| 1       | Treze       | 26      | 14      | 7       | 5       | 2       | 24      | 10      | +14     |
| 2       | Ferroviário | 24      | 14      | 6       | 6       | 2       | 23      | 17      | +6      |

Tabela até a final
|  | Quartas de final  | Quartas de final | Quartas de final | Quartas de final |       |             | Semifinais       | Semifinais       | Semifinais       | Semifinais       |  |             | Final                     | Final                     | Final                     | Final                     |  |  |
|  | 1 a 9 de julho    | 1 a 9 de julho   | 1 a 9 de julho   | 1 a 9 de julho   |       |             | 15 a 23 de julho | 15 a 23 de julho | 15 a 23 de julho | 15 a 23 de julho |  |             | 30 de julho e 4 de agosto | 30 de julho e 4 de agosto | 30 de julho e 4 de agosto | 30 de julho e 4 de agosto |  |  |
|  |                   |                  |                  |                  |       |             |                  |                  |                  |                  |  |             |                           |                           |                           |                           |  |  |
|  | Ferroviário (pen) | 3                | 0                | 3 (5)            |       |             |                  |                  |                  |                  |  |             |                           |                           |                           |                           |  |  |
|  | Campinense        | 2                | 1                | 3 (4)            |       |             |                  |                  |                  |                  |  |             |                           |                           |                           |                           |  |  |
|  | Campinense        | 2                | 1                | 3 (4)            |       | Ferroviário | 3                | 1                | 4                |                  |  |             |                           |                           |                           |                           |  |  |
|  |                   |                  |                  |                  |       | Ferroviário | 3                | 1                | 4                |                  |  |             |                           |                           |                           |                           |  |  |
|  |                   | São José-RS      | 1                | 2                | 3     |             |                  |                  |                  |                  |  |             |                           |                           |                           |                           |  |  |
|  | Linense           | São José-RS      | 1                | 2                | 3     | 1           | 0                | 1                |                  |                  |  |             |                           |                           |                           |                           |  |  |
|  | Linense           |                  |                  |                  |       | 1           | 0                | 1                |                  |                  |  |             |                           |                           |                           |                           |  |  |
|  | São José-RS       | 0                | 2                | 2                |       |             |                  |                  |                  |                  |  |             |                           |                           |                           |                           |  |  |
|  | São José-RS       | 0                | 2                | 2                |       |             |                  |                  |                  |                  |  | Ferroviário | 3                         | 0                         | 3                         |                           |  |  |
|  |                   |                  |                  |                  |       |             |                  |                  |                  |                  |  | Ferroviário | 3                         | 0                         | 3                         |                           |  |  |
|  |                   | Treze            | 0                | 1                | 1     |             |                  |                  |                  |                  |  |             |                           |                           |                           |                           |  |  |
|  | Imperatriz (pen)  | Treze            | 0                | 1                | 1     | 1           | 1                | 2 (3)            |                  |                  |  |             |                           |                           |                           |                           |  |  |
|  | Imperatriz (pen)  |                  |                  |                  |       | 1           | 1                | 2 (3)            |                  |                  |  |             |                           |                           |                           |                           |  |  |
|  | Manaus            | 0                | 2                | 2 (2)            |       |             |                  |                  |                  |                  |  |             |                           |                           |                           |                           |  |  |
|  | Manaus            | 0                | 2                | 2 (2)            |       | Imperatriz  | 1                | 0                | 1 (1)            |                  |  |             |                           |                           |                           |                           |  |  |
|  |                   |                  |                  |                  |       | Imperatriz  | 1                | 0                | 1 (1)            |                  |  |             |                           |                           |                           |                           |  |  |
|  |                   | Treze (pen)      | 0                | 1                | 1 (2) |             |                  |                  |                  |                  |  |             |                           |                           |                           |                           |  |  |
|  | Treze             | Treze (pen)      | 0                | 1                | 1 (2) | 1           | 3                | 4                |                  |                  |  |             |                           |                           |                           |                           |  |  |
|  | Treze             |                  |                  |                  |       | 1           | 3                | 4                |                  |                  |  |             |                           |                           |                           |                           |  |  |
|  | Caxias            | 0                | 1                | 1                |       |             |                  |                  |                  |                  |  |             |                           |                           |                           |                           |  |  |

| Aumento | Equipes promovidas à Série C de 2019 |

## Artilharia
| Gols | Jogador         | Time                |
| ---- | --------------- | ------------------- |
| 11   | Édson Cariús    | Ferroviário         |
| 8    | Júnior Chicão   | Imperatriz          |
| 7    | Jailson         | Fluminense de Feira |
| 6    | Lima            | Brusque             |
| 6    | Mateus Oliveira | Rio Branco-AC       |
| 6    | Raí             | São Raimundo-RR     |
| 6    | Ullisses        | Cordino             |
| 6    | Wesley          | Caxias              |

### Hat-tricks
| Jogador       | Clube            | Adversário          | Placar | Data        | Ref.   |
| ------------- | ---------------- | ------------------- | ------ | ----------- | ------ |
| Peninha       | Brasiliense      | Corumbaense         | 4–0    | 4 de maio   | [ 19 ] |
| Salatiel      | Itabaiana        | Treze               | 3–3    | 13 de maio  | [ 20 ] |
| Júnior Chicão | Imperatriz       | Guarani de Juazeiro | 4–0    | 13 de maio  | [ 21 ] |
| Lopeu         | América de Natal | Guarani de Juazeiro | 3–2    | 21 de maio  | [ 22 ] |
| Édson Cariús  | Ferroviário      | Altos               | 4–2    | 23 de junho | [ 23 ] |

### Poker-tricks
| Jogador | Clube   | Adversário | Placar | Data      | Ref.   |
| ------- | ------- | ---------- | ------ | --------- | ------ |
| Lima    | Brusque | Mogi Mirim | 5–1    | 5 de maio | [ 24 ] |

## Premiação
| Campeonato Brasileiro 2018 Série D             |
| Ceará                                          |
| ---------------------------------------------- |
| Ferroviário Atlético Clube Campeão (1º título) |

## Maiores públicos
Estes são os dez maiores públicos do Campeonato:
| Nº | Público | Mandante         | Placar | Visitante   | Estádio         | Data        | Rodada    | Ref.   |
| -- | ------- | ---------------- | ------ | ----------- | --------------- | ----------- | --------- | ------ |
| 1  | 12 713  | Treze            | 1–0    | Imperatriz  | Amigão          | 23 de julho | Semifinal | [ 25 ] |
| 2  | 9 066   | Campinense       | 1–0    | Ferroviário | Amigão          | 9 de julho  | Quartas   | [ 26 ] |
| 3  | 8 931   | Imperatriz       | 1–0    | Manaus      | Frei Epifânio   | 1 de julho  | Quartas   | [ 27 ] |
| 4  | 7 671   | América de Natal | 2–1    | Imperatriz  | Arena das Dunas | 10 de junho | 2ª fase   | [ 28 ] |
| 5  | 7 031   | Treze            | 1–0    | Ferroviário | Amigão          | 4 de agosto | Final     | [ 29 ] |
| 6  | 6 407   | Ferroviário      | 3–0    | Treze       | Arena Castelão  | 30 de julho | Final     | [ 30 ] |
| 7  | 5 194   | Campinense       | 1–0    | Brasiliense | Amigão          | 25 de junho | 3ª fase   | [ 31 ] |
| 8  | 5 020   | Imperatriz       | 2–1    | Moto Club   | Frei Epifânio   | 16 de junho | 3ª fase   | [ 32 ] |
| 9  | 4 745   | Sergipe          | 0–0    | Brasiliense | Batistão        | 9 de junho  | 2ª fase   | [ 33 ] |
| 10 | 4 720   | Imperatriz       | 1–0    | Treze       | Frei Epifânio   | 15 de julho | Semifinal | [ 34 ] |

## Menores públicos
Estes são os dez menores públicos do Campeonato:
| Nº | Público | Mandante            | Placar | Visitante           | Estádio           | Data        | Rodada | Ref.   |
| -- | ------- | ------------------- | ------ | ------------------- | ----------------- | ----------- | ------ | ------ |
| 1  | 3       | Belo Jardim         | 1–1    | Guarani de Juazeiro | Mendonção         | 27 de maio  | 6ª     | [ 35 ] |
| 2  | 20      | São José-RS         | 2–1    | Mogi Mirim          | Passo d'Areia     | 21 de maio  | 5ª     | [ 36 ] |
| 3  | 22      | Mogi Mirim          | 2–1    | Prudentópolis       | Limeirão          | 27 de maio  | 6ª     | [ 37 ] |
| 4  | 29      | Guarani de Juazeiro | 2–3    | América de Natal    | Romeirão          | 21 de maio  | 5ª     | [ 38 ] |
| 5  | 30      | São José-RS         | 2–1    | Prudentópolis       | Passo d'Areia     | 13 de maio  | 4ª     | [ 39 ] |
| 5  | 30      | Prudentópolis       | 1–0    | Brusque             | Newton Agibert    | 20 de maio  | 5ª     | [ 40 ] |
| 7  | 39      | São José-RS         | 1–0    | Brusque             | Passo d'Areia     | 21 de abril | 1ª     | [ 41 ] |
| 7  | 39      | Mogi Mirim          | 1–5    | Brusque             | Leonardo Barbieri | 5 de maio   | 3ª     | [ 42 ] |
| 9  | 48      | Dom Bosco           | 1–1    | Corumbaense         | Arena Pantanal    | 20 de maio  | 5ª     | [ 43 ] |
| 10 | 51      | Macapá              | 2–1    | Manaus              | Zerão             | 21 de maio  | 5ª     | [ 44 ] |

## Médias de público
Essas são as médias de público dos clubes no Campeonato. Considera-se apenas os jogos da equipe como mandante e o público pagante:
| 1. Treze – 4 827 2. Campinense – 4 111 3. Itabaiana – 3 916 4. Moto Club – 3 506 5. América de Natal – 3 427 6. Sergipe – 3 367 7. Imperatriz – 3 239 8. Linense – 2 485 9. Ferroviário – 2 307 10. Itumbiara – 2 227 11. Tubarão – 2 165 12. Uberlândia – 1 969 13. Caxias – 1 929 14. Novorizontino – 1 545 15. Maringá – 1 163 16. Fluminense de Feira – 1 110 17. Ferroviária – 1 001 | 1. Manaus – 913 2. Jacuipense – 852 3. Mirassol – 837 4. ASA – 821 5. Central – 800 6. Brasiliense – 710 7. URT – 683 8. Altos – 673 9. Brusque – 671 10. 4 de Julho – 629 11. Sinop – 629 12. Iporá – 626 13. São Raimundo-PA – 622 14. Aparecidense – 564 15. Nacional-AM – 514 16. Americano – 459 17. Macaé – 450 | 1. Vitória da Conquista – 450 2. Corumbaense – 432 3. Novo Hamburgo – 391 4. Cordino – 366 5. Independente-PA – 346 6. Caldense – 329 7. Atlético Itapemirim – 321 8. Belo Jardim – 316 9. Cianorte – 314 10. Inter de Lages – 301 11. ASSU – 291 12. Rio Branco-AC – 281 13. Interporto – 262 14. Nova Iguaçu – 248 15. São Raimundo-RR – 243 16. Ceilândia – 231 17. Plácido de Castro – 228 | 1. Santa Rita – 222 2. Flamengo de Arcoverde – 211 3. São José-RS – 184 4. Sparta – 175 5. Espírito Santo – 171 6. Real Ariquemes – 157 7. Novo – 154 8. Barcelona-RO – 150 9. Madureira – 149 10. Baré – 138 11. Prudentópolis – 108 12. Guarani de Juazeiro – 104 13. Murici – 91 14. Santos-AP – 84 15. Dom Bosco – 82 16. Macapá – 80 17. Mogi Mirim – 31 |

## Mudança de técnicos
| Clube                | Antecessor         | Motivo                   | Data        | Última partida                     | Rod | Pos          | Sucessor                    | Ref.          |
| -------------------- | ------------------ | ------------------------ | ----------- | ---------------------------------- | --- | ------------ | --------------------------- | ------------- |
| Sparta               | Fernando Brasília  | Resignado                | 26 de abril | Sparta 1–2 Interporto              | 1ª  | 2º (Gr. A5)  | Nei César                   | [ 46 ] [ 47 ] |
| Dom Bosco            | Elias Rosa         | Remanejado               | 27 de abril | Dom Bosco 0–1 Brasiliense          | 1ª  | 3º (Gr. A10) | Gianni Freitas              | [ 48 ]        |
| Moto Club            | Marcinho Guerreiro | Resignado                | 1 de maio   | Moto Club 1–0 Sparta               | 2ª  | 1º (Gr. A5)  | Luis Miguel Oliveira        | [ 49 ]        |
| Imperatriz           | Vinícius Saldanha  | Demitido                 | 1 de maio   | Belo Jardim 0–0 Imperatriz         | 2ª  | 3º (Gr. A6)  | Marcinho Guerreiro          | [ 50 ]        |
| Sinop                | Paulo Foiani       | Contratado pelo Cascavel | 5 de maio   | Aparecidense 0–1 Sinop             | 3ª  | 1º (Gr. A11) | Celso Teixeira              | [ 52 ] [ 53 ] |
| Altos                | Paulinho Kobayashi | Demitido                 | 8 de maio   | Moto Club 1–0 Altos                | 3ª  | 2º (Gr. A5)  | Oliveira Canindé            | [ 54 ] [ 55 ] |
| Manaus               | Ígor Cearense      | Remanejado               | 14 de maio  | Manaus 0–1 Rio Branco-AC           | 4ª  | 1º (Gr. A1)  | Aderbal Lana                | [ 56 ]        |
| Ferroviária          | PC de Oliveira     | Demitido                 | 14 de maio  | Ferroviária 1–2 Tubarão            | 4ª  | 3º (Gr. A16) | Bruno Pivetti (interino)    | [ 57 ]        |
| Flamengo-PE          | Javier Díaz        | Demitido                 | 15 de maio  | Campinense 3–0 Flamengo-PE         | 4ª  | 3º (Gr. A8)  | Gabriel Lisboa              | [ 58 ]        |
| Macapá               | Vitor Jaime        | Suspenso pelo TJD do AP  | 16 de maio  | Baré 2–0 Macapá                    | 4ª  | 4º (Gr. A1)  | Romeu Figueira (interino)   | [ 59 ] [ 60 ] |
| Baré                 | Edson Neguinho     | Suspenso pelo STJD       | 17 de maio  | Baré 2–0 Macapá                    | 4ª  | 3º (Gr. A1)  | Gabriel Romeu (interino)    | [ 61 ] [ 62 ] |
| Central              | Mauro Fernandes    | Demitido                 | 22 de maio  | Sergipe 1–0 Central                | 5ª  | 4º (Gr. A7)  | Catende (interino)          | [ 63 ] [ 64 ] |
| Vitória da Conquista | Rodrigo Fonseca    | Resignado                | 23 de maio  | Vitória da Conquista 1–0 Itabaiana | 5ª  | 3º (Gr. A9)  | Guilhermino Lima (interino) | [ 65 ]        |
| ASA                  | Carlos Rabello     | Demitido                 | 24 de maio  | Jacuipense 3–1 ASA                 | 5ª  | 3º (Gr. A7)  | Moisés Lima (interino)      | [ 66 ]        |
| Itabaiana            | Washington         | Demitido                 | 28 de maio  | Itabaiana 2–1 Santa Rita           | 6ª  | 2º (Gr. A9)  | Vinícius Saldanha           | [ 67 ] [ 68 ] |
| Ferroviário          | Maurílio Silva     | Resignado                | 28 de maio  | Ferroviário 0–0 Cordino            | 6ª  | 1º (Gr. A4)  | Marcelo Vilar               | [ 69 ] [ 70 ] |

## Classificação geral
A classificação geral dá prioridade ao clube que avançou mais fases, e ao campeão, mesmo que tenha menor pontuação.
| Campeão (promovido à Série C em 2019)                    |                     |    |    |    |   |   |    |    |     |
| 1                                                        | Ferroviário         | 27 | 16 | 7  | 6 | 3 | 27 | 18 | +9  |
| Vice-campeão (promovido à Série C em 2019)               |                     |    |    |    |   |   |    |    |     |
| 2                                                        | Treze               | 29 | 16 | 8  | 5 | 3 | 25 | 13 | +12 |
| Eliminados nas semifinais (promovidos à Série C em 2019) |                     |    |    |    |   |   |    |    |     |
| 3                                                        | São José-RS         | 31 | 14 | 10 | 1 | 3 | 20 | 12 | +8  |
| 4                                                        | Imperatriz          | 24 | 14 | 7  | 3 | 4 | 21 | 11 | +10 |
| Eliminados nas quartas de final                          |                     |    |    |    |   |   |    |    |     |
| 5                                                        | Campinense          | 25 | 12 | 8  | 1 | 3 | 17 | 8  | +9  |
| 6                                                        | Caxias              | 24 | 12 | 7  | 3 | 2 | 21 | 9  | +12 |
| 7                                                        | Manaus              | 22 | 12 | 7  | 1 | 4 | 20 | 13 | +7  |
| 8                                                        | Linense             | 19 | 12 | 5  | 4 | 3 | 13 | 11 | +2  |
| Eliminados na terceira fase                              |                     |    |    |    |   |   |    |    |     |
| 9                                                        | Iporá               | 20 | 10 | 6  | 2 | 2 | 17 | 11 | +6  |
| 10                                                       | Moto Club           | 19 | 10 | 6  | 1 | 3 | 14 | 10 | +4  |
| 11                                                       | Tubarão             | 19 | 10 | 6  | 1 | 3 | 12 | 8  | +4  |
| 12                                                       | Brasiliense         | 18 | 10 | 5  | 3 | 2 | 12 | 5  | +7  |
| 13                                                       | Rio Branco-AC       | 17 | 10 | 5  | 2 | 3 | 19 | 12 | +7  |
| 14                                                       | Novorizontino       | 16 | 10 | 4  | 4 | 2 | 17 | 15 | +2  |
| 15                                                       | Uberlândia          | 15 | 10 | 4  | 3 | 3 | 15 | 11 | +4  |
| 16                                                       | Altos               | 15 | 10 | 4  | 3 | 3 | 15 | 12 | +3  |
| Eliminados na segunda fase                               |                     |    |    |    |   |   |    |    |     |
| 17                                                       | América de Natal    | 17 | 8  | 5  | 2 | 1 | 13 | 8  | +5  |
| 18                                                       | Independente-PA     | 15 | 8  | 4  | 3 | 1 | 11 | 7  | +4  |
| 19                                                       | Sergipe             | 14 | 8  | 4  | 2 | 2 | 9  | 7  | +2  |
| 20                                                       | Fluminense de Feira | 13 | 8  | 4  | 1 | 3 | 19 | 8  | +11 |
| 21                                                       | Nacional-AM         | 13 | 8  | 4  | 1 | 3 | 13 | 9  | +4  |
| 22                                                       | Itabaiana           | 13 | 8  | 4  | 1 | 3 | 12 | 10 | +1  |
| 23                                                       | Sinop               | 13 | 8  | 4  | 1 | 3 | 8  | 7  | +1  |
| 24                                                       | Brusque             | 12 | 8  | 4  | 0 | 4 | 11 | 7  | +4  |
| 25                                                       | Inter de Lages      | 12 | 8  | 4  | 0 | 4 | 8  | 14 | –6  |
| 26                                                       | URT                 | 12 | 8  | 3  | 3 | 2 | 12 | 10 | +2  |
| 27                                                       | Novo Hamburgo       | 11 | 8  | 3  | 2 | 3 | 9  | 8  | +1  |
| 28                                                       | Macaé               | 11 | 8  | 3  | 2 | 3 | 11 | 11 | 0   |
| 29                                                       | Novo                | 11 | 8  | 3  | 2 | 3 | 11 | 12 | –1  |
| 30                                                       | Cordino             | 10 | 8  | 2  | 4 | 2 | 9  | 8  | +1  |
| 31                                                       | Maringá             | 10 | 8  | 2  | 4 | 2 | 8  | 10 | –2  |
| 32                                                       | Santos-AP           | 9  | 8  | 2  | 3 | 3 | 14 | 10 | +4  |

| Eliminados na primeira fase |                       |     |   |   |   |   |    |    |     |
| Pos                         | Equipes               | Pts | J | V | E | D | GP | GC | SG  |
| 33                          | Itumbiara             | 10  | 6 | 3 | 1 | 2 | 8  | 6  | +2  |
| 34                          | Aparecidense          | 8   | 6 | 2 | 2 | 2 | 11 | 10 | +1  |
| 35                          | Barcelona-RO          | 8   | 6 | 2 | 2 | 2 | 8  | 7  | +1  |
| 36                          | Jacuipense            | 8   | 6 | 2 | 2 | 2 | 8  | 8  | 0   |
| 37                          | Americano             | 8   | 6 | 2 | 2 | 2 | 10 | 11 | –1  |
| 38                          | São Raimundo-RR       | 8   | 6 | 2 | 2 | 2 | 10 | 11 | –1  |
| 39                          | São Raimundo-PA       | 8   | 6 | 2 | 2 | 2 | 7  | 8  | –1  |
| 40                          | Vitória da Conquista  | 8   | 6 | 2 | 2 | 2 | 4  | 6  | –2  |
| 41                          | Corumbaense           | 8   | 6 | 2 | 2 | 2 | 5  | 9  | –4  |
| 42                          | Mirassol              | 7   | 6 | 2 | 1 | 3 | 3  | 5  | –2  |
| 43                          | Prudentópolis         | 6   | 6 | 2 | 0 | 4 | 6  | 8  | –2  |
| 44                          | Macapá                | 6   | 6 | 2 | 0 | 4 | 7  | 16 | –9  |
| 45                          | Central               | 6   | 6 | 1 | 3 | 2 | 7  | 6  | +1  |
| 46                          | Madureira             | 6   | 6 | 1 | 3 | 2 | 6  | 7  | –1  |
| 47                          | Caldense              | 6   | 6 | 1 | 3 | 2 | 5  | 7  | –2  |
| 48                          | 4 de Julho            | 6   | 6 | 1 | 3 | 2 | 3  | 5  | –2  |
| 49                          | Real Ariquemes        | 6   | 6 | 1 | 3 | 2 | 7  | 10 | –3  |
| 50                          | Cianorte              | 6   | 6 | 1 | 3 | 2 | 2  | 5  | –3  |
| 51                          | Ceilândia             | 5   | 6 | 1 | 2 | 3 | 9  | 11 | –2  |
| 52                          | Interporto            | 5   | 6 | 1 | 2 | 3 | 7  | 9  | –2  |
| 53                          | Sparta                | 5   | 6 | 1 | 2 | 3 | 6  | 9  | –3  |
| 54                          | Baré                  | 5   | 6 | 1 | 2 | 3 | 5  | 8  | –3  |
| 55                          | ASSU                  | 4   | 6 | 1 | 1 | 4 | 2  | 6  | –4  |
| 56                          | Plácido de Castro     | 4   | 6 | 1 | 1 | 4 | 8  | 19 | –11 |
| 57                          | Flamengo de Arcoverde | 4   | 6 | 1 | 1 | 4 | 4  | 16 | –12 |
| 58                          | ASA                   | 4   | 6 | 0 | 4 | 2 | 7  | 11 | –4  |
| 59                          | Belo Jardim           | 4   | 6 | 0 | 4 | 2 | 6  | 12 | –6  |
| 60                          | Nova Iguaçu           | 3   | 6 | 1 | 0 | 5 | 6  | 11 | –5  |
| 61                          | Mogi Mirim            | 3   | 6 | 1 | 0 | 5 | 6  | 14 | –8  |
| 62                          | Santa Rita            | 3   | 6 | 1 | 0 | 5 | 6  | 16 | –10 |
| 63                          | Atlético Itapemirim   | 3   | 6 | 0 | 3 | 3 | 3  | 6  | –3  |
| 64                          | Ferroviária           | 3   | 6 | 0 | 3 | 3 | 3  | 7  | –4  |
| 65                          | Guarani de Juazeiro   | 3   | 6 | 0 | 3 | 3 | 8  | 14 | –6  |
| 66                          | Espírito Santo        | 2   | 6 | 0 | 2 | 4 | 6  | 12 | –6  |
| 67                          | Dom Bosco             | 1   | 6 | 0 | 1 | 5 | 2  | 10 | –8  |
| 68                          | Murici                | 1   | 6 | 0 | 1 | 5 | 4  | 16 | –12 |

|  |                           |
|  | Finalistas                |
|  | Eliminados nas semifinais |

|  |                        |
|  | Eliminados nas quartas |
|  | Eliminados na 3ª fase  |

|  |                       |
|  | Eliminados na 2ª fase |
|  | Eliminados na 1ª fase |

|  |                           |
|  | Finalistas                |
|  | Eliminados nas semifinais |

|  |                        |
|  | Eliminados nas quartas |
|  | Eliminados na 3ª fase  |

|  |                       |
|  | Eliminados na 2ª fase |
|  | Eliminados na 1ª fase |